# Temporada de furacões no oceano Atlântico de 2020
A temporada de furacões no Atlântico de 2020 foi a temporada de furacões no Atlântico mais ativa já registada, em termos de número de sistemas. Apresentou um total de 31 ciclones tropicais ou subtropicais, com todos menos um ciclone tornando-se uma tempestade nomeada. Das 30 tempestades nomeadas, 14 transformaram-se em furacões, e um número recorde de sete intensificou-se ainda mais em furacões maiores. Foi a segunda e última temporada a usar o sistema de nomenclatura de letras gregas para tempestade, sendo a primeira em 2005, que tinha o recorde anterior. Das 30 tempestades nomeadas, 11 delas chegaram aos Estados Unidos contíguos, quebrando o recorde de nove estabelecido em 1916. Durante a temporada, 27 tempestades tropicais estabeleceram um novo recorde para a data de formação mais antiga por número de tempestades. Esta temporada também apresentou um recorde de dez ciclones tropicais que sofreram rápida intensificação, empatando com 1995, bem como empatando o recorde de maior número de furacões de categoria 4 em uma temporada na Bacia do Atlântico. Esta atividade sem precedentes foi alimentada por um La Niña que se desenvolveu nos meses de Verão de 2020, dando continuidade a um período de atividade sazonal acima da média que começou em 2016. Apesar da atividade recorde, esta foi a primeira temporada desde 2015 em que nenhum furacão de categoria 5 se formaram.
A temporada começou oficialmente em 1 de junho e terminou oficialmente em 30 de novembro. Contudo, a ciclogênese tropical é possível em qualquer época do ano, como demonstrado pela formação precoce das tempestades tropicais Arthur e Bertha, em 16 e 27 de maio, respetivamente. Este foi o sexto ano consecutivo com sistema de pré-temporada e a segunda dessas temporadas a ter duas, sendo a outra 2016. O primeiro furacão, o furacão Hanna, atingiu o Texas em 25 de julho. O furacão Isaias formou-se em 31 de julho, e chegou às Bahamas e à Carolina do Norte no início de agosto, ambas as vezes como furacão de categoria 1; Isaias causou US$ 4,8 bilhões em danos globais. No final de agosto, Laura atingiu a costa da Luisiana como uma categoria 4, tornando-se o ciclone tropical mais forte já registado em termos de velocidade do vento a atingir o estado, ao lado do furacão Last Island de 1856 e do Ida. Laura causou pelo menos US$ 19 bilhões em danos e 77 mortes. Setembro foi o mês mais ativo já registado no Atlântico, com dez tempestades nomeadas. O lento furacão Sally impactou a Costa do Golfo dos Estados Unidos, causando graves inundações. O alfabeto grego foi usado apenas pela segunda vez, a partir de 17 de setembro com a tempestade subtropical Alpha, que atingiu Portugal no dia seguinte.
O furacão Zeta atingiu a Luisiana em 28 de outubro, tornando-se a quarta tempestade nomeada da temporada a atingir o estado, batendo o recorde estabelecido em 2002. Zeta também atingiu os Estados Unidos no final do ano civil, mais do que qualquer grande furacão já registado. No último dia de outubro, o furacão Eta formou-se e atingiu a Nicarágua na força categoria 4 em 3 de novembro. A tempestade Eta acabou levando à morte de pelo menos 175 pessoas e causou US$ 8,3 bilhões em danos. Depois, em 10 de novembro, a tempestade tropical Theta tornou-se a 29º tempestade nomeada recorde da temporada e, três dias depois, o furacão Iota se formou no Caribe. Iota rapidamente se intensificou em uma categoria maior 4, que também fez de 2020 a única temporada registada com dois grandes furacões em novembro. A tempestade Iota finalmente atingiu a mesma área geral da Nicarágua que a Eta havia atingido apenas algumas semanas antes e causou danos catastróficos. No geral, os ciclones tropicais da temporada de furacões no Atlântico de 2020 causaram coletivamente pelo menos 417 mortes e mais de US$ 51 bilhões em danos, totalizando a sétima temporada mais cara já registada.
Todas as agências de previsão previram atividade acima da média, algumas bem acima da média, citando fatores como a expectativa de baixo cisalhamento do vento, temperaturas da superfície do mar anormalmente quentes e um El Niño-Oscilação Sul neutro ou La Niña. As alterações climáticas provavelmente desempenharam um papel na época recorde, no que diz respeito à intensidade e às precipitações. No entanto, cada previsão, mesmo as emitidas durante a época, subestimou a quantidade real de actividade. No início de 2020, as autoridades dos Estados Unidos expressaram preocupações de que a época dos furacões pudesse exacerbar os efeitos da pandemia da COVID-19 para os residentes costeiros devido ao potencial de quebra dos protocolos de segurança, como o distanciamento social e as ordens de permanência em casa.

## Previsões da temporada
As previsões da atividade de furacões são emitidas antes de cada temporada de furacões por renomados especialistas em furacões, como Philip J. Klotzbach e seus associados da Universidade Estadual do Colorado (CSU), e separadamente por meteorologistas da NOAA. A equipa de Klotzbach (anteriormente liderada por William M. Gray ) definiu a temporada média de furacões (1981 a 2010) como apresentando 12,1 tempestades tropicais, 6,4 furacões, 2,7 furacões (tempestades atingindo pelo menos a força categoria 3 na escala Saffir-Simpson) e um índice de energia ciclônica acumulada (ECA) de 106 unidades. Em termos gerais, o ECA é uma medida do poder de uma tempestade tropical ou subtropical multiplicada pelo tempo de existência. É calculado apenas para avisos completos sobre sistemas tropicais e subtropicais específicos que atingem ou excedem velocidades de vento de 39 mph (63 km/h). A NOAA define uma temporada como acima do normal, perto do normal ou abaixo do normal por uma combinação do número de tempestades nomeadas, o número que atinge a força de um furacão, o número que atinge a força de um furacão maior e o Índice ECA.

### Previsões da pré-temporada
Em 19 de setembro de 2019, o Tropical Storm Risk (TSR), um consórcio público composto por especialistas em seguros, gestão de risco e previsão climática sazonal da University College London, emitiu uma previsão de longo prazo prevendo uma temporada de furacões ligeiramente acima da média. No seu relatório, a organização previu 15 tempestades nomeadas, 7 furacões, 4 furacões maiores e um índice ECA de 105 unidades. Esta previsão baseou-se na previsão de ventos alísios próximos da média e temperaturas ligeiramente mais quentes do que o normal da superfície do mar em todo o Atlântico tropical, bem como uma fase neutra de El Niño-Oscilação Sul (ENSO) no Pacífico equatorial. Em 2 de abril de 2020, os meteorologistas da CSU repetiram as previsões de uma temporada acima da média, prevendo 16 tempestades nomeadas, 8 furacões, 4 furacões maiores e um índice ECA de 150 unidades. A organização divulgou probabilidades significativamente aumentadas de furacões rastreando o Caribe e de furacões atingindo a costa dos EUA. TSR atualizou a sua previsão em 7 de abril, prevendo 16 tempestades nomeadas, 8 furacões, 3 furacões maiores e um índice ECA de 130 unidades. Em 13 de abril, a Universidade do Arizona (UA) previa uma temporada de furacões potencialmente hiperativa: 19 tempestades nomeadas, 10 furacões, 5 furacões maiores e um índice acumulado de energia de ciclones de 163 unidades. Uma previsão semelhante de 18 tempestades nomeadas, 9 furacões e 4 furacões maiores foi divulgado pela The Weather Company em 15 de abril. Depois disso, a Universidade Estadual da Carolina do Norte divulgou uma previsão semelhante em 17 de abril, também pedindo uma temporada possivelmente hiperativa com 18-22 tempestades nomeadas, 8-11 furacões e 3–5 furacões maiores. Em 21 de abril, o Centro de Sistemas de Ciências da Terra da Universidade Estadual da Pensilvânia também previu números elevados, 19,8 +/- 4,4 tempestades nomeadas no total, faixa de 15–24, com a melhor estimativa de 20.
Em 20 de maio, o Servicio Meteorológico Nacional do México divulgou a sua previsão para uma temporada acima da média com 15-19 tempestades nomeadas, 7–9 furacões e 3–4 furacões maiores. O Met Office do Reino Unido divulgou as suas perspectivas no mesmo dia, prevendo atividade média com 13 tempestades tropicais, 7 furacões e 3 furacões maiores previstos entre junho e novembro de 2020. Eles também previram um índice ECA de cerca de 110 unidades. A NOAA divulgou a sua previsão em 21 de maio, prevendo 60% de chance de uma temporada acima do normal com 13-19 tempestades nomeadas, 6–10  3-6 furacões maiores e um índice ECA entre 110% e 190% da média. Eles citaram a fase quente em curso da oscilação multidecadal do Atlântico e a expectativa de condições neutras do ENSO ou mesmo de La Niña durante o pico da temporada como fatores que aumentariam a atividade. A TSR revisou ligeiramente a sua previsão para baixo em 28 de maio, desta vez prevendo 17 tempestades nomeadas, 8 furacões e 3 furacões maiores, ao mesmo tempo que aumenta o índice ECA projetado para 135.

### Previsões de meia temporada
CSU divulgou previsão atualizada em 4 de junho, previndo 19 tempestades nomeadas, 9 furacões e 4 furacões maiores. A UA divulgou a sua segunda previsão para a temporada em 12 de junho, diminuindo os seus números para 17 tempestades nomeadas, 11 furacões e 4 furacões maiores. Em 7 de julho, a CSU divulgou outra previsão atualizada, prevendo 20 tempestades nomeadas, 9 furacões e 4 furacões maiores. Nesse mesmo dia, a TSR revisou a sua previsão para 18 tempestades nomeadas, 8 furacões e 4 furacões maiores. Em 16 de julho, a The Weather Company divulgou uma previsão atualizada, prevendo 20 tempestades nomeadas, 8 furacões e 4 furacões maiores.
Em 5 de agosto, a CSU divulgou uma previsão adicional atualizada, a final para 2020, prevendo uma temporada quase recorde, prevendo um total de 24 tempestades nomeadas, 12 furacões e 5 furacões maiores, citando o cisalhamento do vento anormalmente baixo e as pressões superficiais em toda a bacia durante o mês de julho e substancialmente mais quentes do que a média do Atlântico tropical e o desenvolvimento de condições de La Niña. Em 5 de agosto, a TSR divulgou uma previsão atualizada, a final para 2020, também prevendo uma temporada quase recorde, prevendo um total de 24 tempestades nomeadas, 10 furacões e 4 furacões maiores, citando os ventos alísios favoráveis de julho, o baixo cisalhamento do vento, o Atlântico tropical mais quente que a média e o previsto La Niña. No dia seguinte, a NOAA divulgou a sua segunda previsão para a temporada, na qual pedia uma temporada "extremamente ativa", prevendo que conteria 19-25 tempestades nomeadas, 7-11 furacões e 3–6 furacões maiores. Esta foi uma das previsões mais ativas já divulgadas pela NOAA para uma temporada de furacões no Atlântico.

## Resumo sazonal
A temporada de furacões no Atlântico de 2020 começou oficialmente em 1 de junho e terminou em 30 de novembro A temporada contou com 31 depressões tropicais, 30 dos quais se tornaram tempestades tropicais ou subtropicais. Este último total superou o recorde anterior de 28 estabelecido em 2005. Das 30 tempestades tropicais ou subtropicais, 14 daqueles que se intensificaram em furacões, que é o segundo maior número já observado, atrás apenas de 2005. Sete dos furacões se intensificaram e se transformaram em grandes furacões, empatando 2005 como o maior em uma temporada. Foi a quinta temporada consecutiva de furacões no Atlântico com atividade acima da média, superando a sequência anterior mais longa de quatro anos entre 1998 e 2001. Um total de 10 os ciclones tropicais registaram uma rápida intensificação, igualando o recorde estabelecido em 1995.
A temporada também contou com atividades em ritmo recorde. Desde que os registos confiáveis começaram em 1851, a terceira tempestade nomeada e cada uma a partir da quinta formaram-se em uma data anterior no ano do que a tempestade correspondente em qualquer outra estação. O índice ECA para 2020 da temporada de furacões no Atlântico calculada pela Universidade Estadual de Colorado usando dados do Centro Nacional de Furacões foi de 179,8 unidades, refletindo a atividade bem acima da média da temporada.
A temporada marcou o prolongamento da fase quente da oscilação multidecadal do Atlântico, que está em curso desde 1995. O AMO quente favorece temporadas ativas de furacões no Atlântico e ciclones tropicais que são mais intensos e muitas vezes têm durações mais longas. Como resultado, as temperaturas da superfície do mar em toda a bacia do Atlântico foram geralmente mais quentes do que a média. Uma forte monção da África Ocidental, padrões de vento favoráveis de África e um cisalhamento vertical mais fraco do vento ajudaram na formação de ciclones tropicais. Além disso, a presença de um La Niña contribuiu para uma quantidade de atividade sem precedentes durante a temporada de furacões no Atlântico de 2020.
As alterações climáticas provavelmente também desempenharam um papel na época recorde. A Scientific American observou que “à medida que os oceanos absorvem cada vez mais o excesso de calor retido pelos gases de efeito estufa, as águas ficarão mais quentes no início da temporada, o que poderá ajudar a estabelecer novos recordes no futuro”. Um estudo de atribuição formal mostrou que a precipitação extrema foi mais elevada do que num cenário contrafactual sem alterações climáticas, especialmente para tempestades de alta intensidade. Matthew Rosencrans, principal meteorologista do Serviço Meteorológico Nacional, enfatizou que as alterações climáticas têm sido associadas à intensidade das tempestades e aos seus movimentos lentos, mas não à quantidade de atividade, que pode estar a aumentar devido a melhorias na tecnologia.
No geral, os ciclones tropicais do Atlântico de 2020 resultaram coletivamente em 416 mortes e mais de US$ 51,114 bilhões em danos, tornando a temporada a quinta mais cara já registada. Um total de onze tempestades nomeadas atingiram a costa dos Estados Unidos, quebrando o recorde anterior de nove em 1916. Seis dessas tempestades nomeadas atingiram os Estados Unidos com intensidade de furacão, empatando 1886 e 1985 com o maior número em uma única temporada. Oito das onze tempestades nomeadas atingiram a Costa do Golfo dos Estados Unidos. Um total de 13 landfalls ocorreram fora dos Estados Unidos, também um recorde. Além disso, Zeta se tornou o último grande furacão a atingir os Estados Unidos quando o ciclone atingiu a Luisiana em 28 de outubro, superando o recordista anterior, o furacão Tampa Bay de 1921, por três dias.

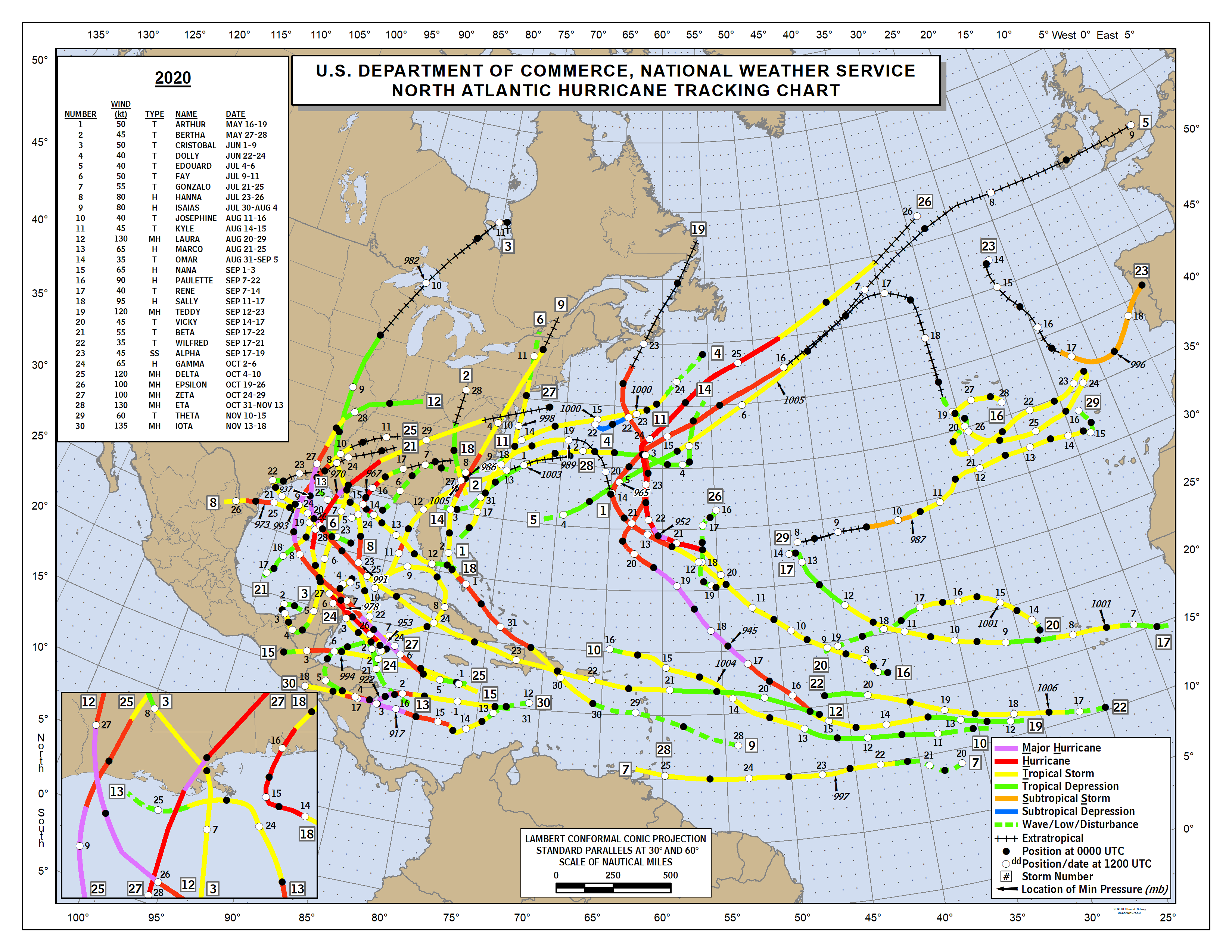
Mapa do sistema da temporada de furacões no Atlântico de 2020, produzido pelo Centro Nacional de Furacões e pelo Serviço Meteorológico Nacional.

Os Estados Unidos relataram aproximadamente US$ 37 bilhões em danos causados pelos ciclones tropicais do Atlântico pelos quais foi afetado em 2020. Seis furacões infligiram pelo menos US$ 1 bilhão em danos nos Estados Unidos, dois a mais que o recorde anterior de quatro em 2004 e 2005. Toda a costa do Texas ao Maine foi colocada sob alguma forma de vigilância ou aviso em relação a um sistema tropical, enquanto apenas os condados de Jefferson e Wakulla, na Flórida, não receberiam alerta ou aviso de ciclone tropical durante a temporada. Apenas cinco condados ao longo da Costa Leste ou Costa do Golfo dos Estados Unidos não experimentaram ventos com força de tempestade tropical. A Luisiana, em particular, foi fortemente afetada em 2020, com o estado a registar quatro desembarques – três furacões e uma tempestade tropical – igualando o recorde estabelecido em 2002.
A América Central também sofreu impactos devastadores durante a temporada de furacões no Atlântico de 2020, especialmente em Honduras e na Nicarágua. Ambas as nações foram atingidas pelos furacões Eta e Iota em poucas semanas. O primeiro causou pelo menos US$ 6,8 bilhões em danos na América Central, enquanto o último causou aproximadamente US$ 1,4 bilhões em danos na região, principalmente em Honduras e na Nicarágua. Eta demoliu ou danificou mais de 6.900 casas e 900 km de pontes e estradas na Nicarágua, embora a destruição causada pela tempestade limitasse mais tarde os danos causados pelo vento causados por Iota. Nas Honduras, ambos os ciclones destruíram dezenas de milhares de casas e afectaram gravemente mais de 4 milhões de pessoas. Além disso, o Fórum da Dívida Externa das Honduras observou que os dois furacões atrasaram o desenvolvimento económico nas Honduras em 22 anos.
A temporada também ocorreu durante a pandemia de COVID-19. No início do ano, as autoridades dos Estados Unidos expressaram preocupação com o facto de a temporada de furacões poder potencialmente exacerbar os efeitos da pandemia para os residentes costeiros dos EUA. Conforme expresso num artigo de opinião do Journal of the American Medical Association, "existe uma incompatibilidade inerente entre estratégias de protecção da população contra perigos de furacões: evacuação e abrigo (ou seja, transporte e reunião de pessoas em grupos)", e "eficaz abordagens para retardar a propagação da COVID-19: distanciamento físico e ordens de permanência em casa (ou seja, separar e manter as pessoas separadas)." Um estudo publicado pela GeoHealth em dezembro 2020 confirmou uma correlação entre os condados de destino (um condado para onde um evacuado foge) e um aumento nos casos de COVID-19.

### Atividade pré/início da temporada

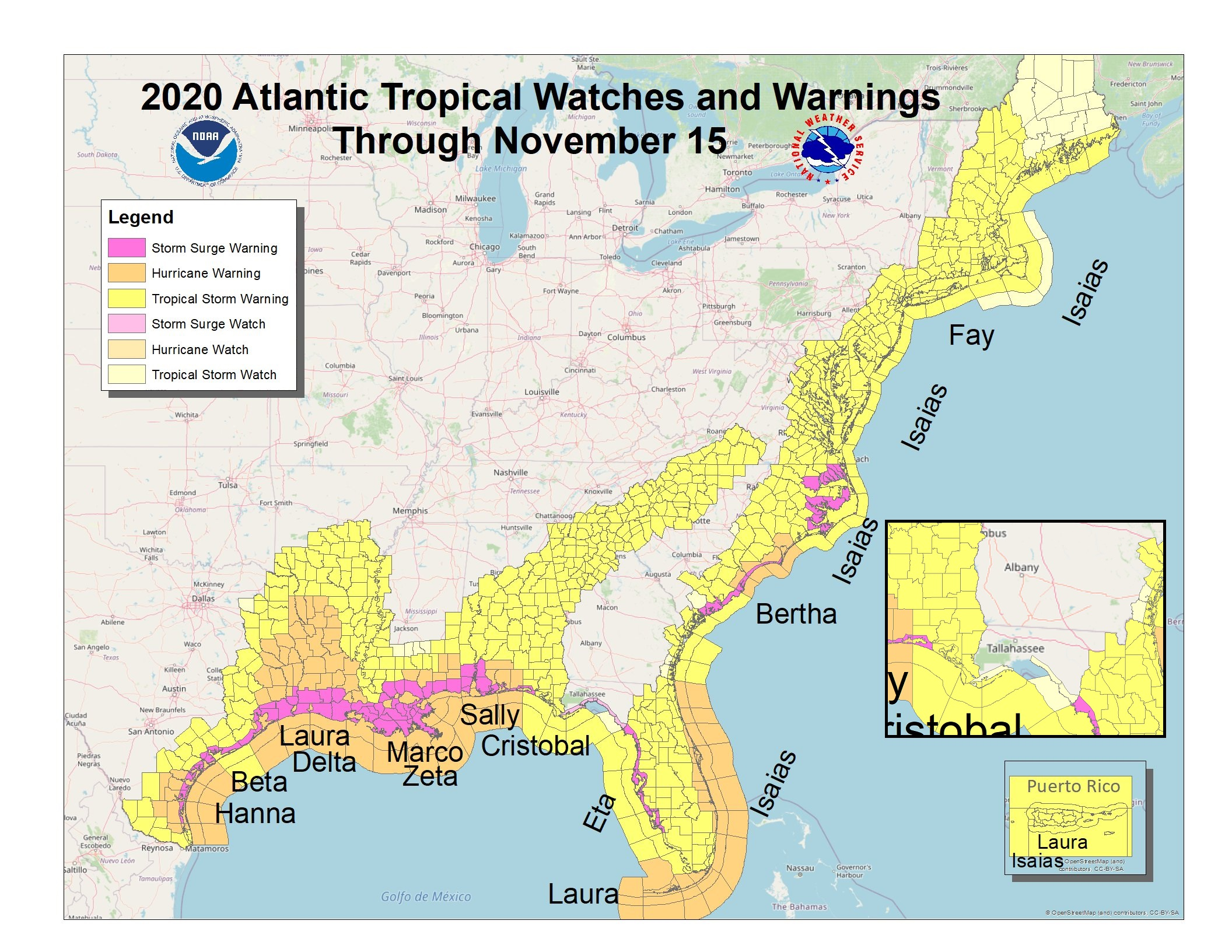
Relógios e avisos tropicais dos Estados Unidos emitidos durante a temporada de furacões no Atlântico de 2020. Vigilâncias e avisos foram emitidos em todos os condados costeiros, exceto nos condados de Wakulla e Jefferson, na Flórida.

A ciclogênese tropical iniciou-se no mês de maio, com as tempestades tropicais Arthur e Bertha. Isto marcou a primeira ocorrência de duas tempestades tropicais de pré-temporada no Atlântico desde 2016, e a primeira ocorrência de duas tempestades nomeadas no mês de maio desde 2012. Pelo sexto ano consecutivo, um ciclone tropical desenvolveu-se na bacia do Atlântico antes do início oficial da temporada de furacões no Atlântico, ampliando o recorde, que foi quebrado durante a temporada anterior. A tempestade tropical Cristobal se formou em 1º de junho, seguida pela tempestade tropical Dolly em 23 de junho. As tempestades tropicais Edouard, Fay e Gonzalo, juntamente com os furacões Hanna e Isaias, formaram-se em julho. Hanna se tornou o primeiro furacão da temporada e atingiu o sul do Texas, enquanto Isaias se tornou o segundo furacão da temporada e atingiu grande parte do Caribe e da costa leste dos Estados Unidos. A depressão tropical Dez também se formou no final de julho na costa da África Ocidental, mas se dissipou rapidamente. Julho de 2020 empatou com 2005 como o julho mais ativo já registado na bacia, com cinco tempestades nomeadas.

### Atividade no pico da temporada

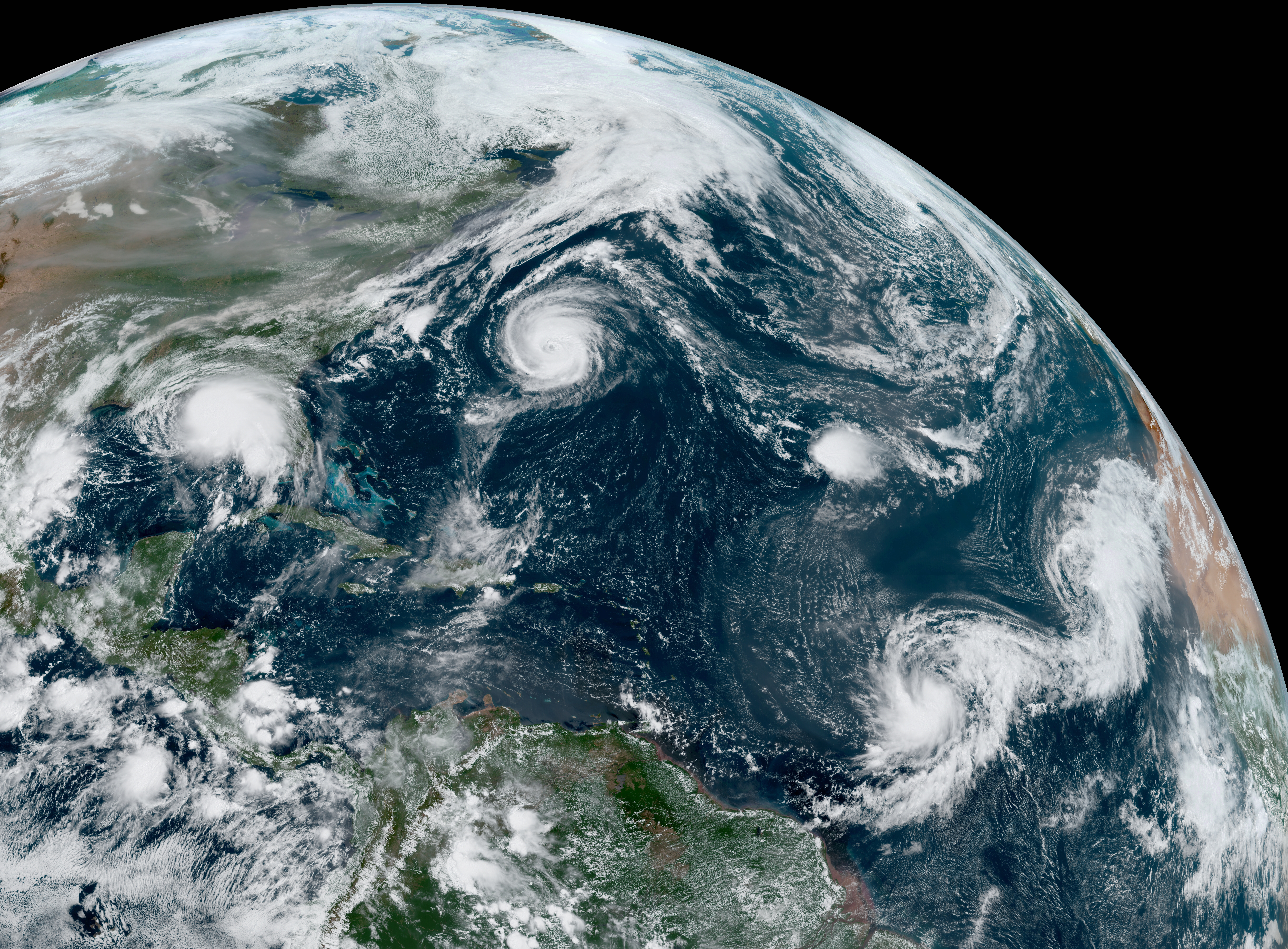
Cinco ciclones tropicais simultâneos ativos no Atlântico em setembro 14: Sally (esquerda), Paulette (centro à esquerda), Rene (centro à direita), Teddy (canto inferior direito) e Vicky (extrema direita). As ondas tropicais que mais tarde gerariam Beta e Wilfred estão localizadas respetivamente à esquerda de Sally e à parte inferior direita de Vicky, e o ciclone extratropical que mais tarde se tornaria Alpha é visível ao norte de Rene.

As tempestades tropicais Josephine e Kyle formaram-se em agosto, assim como os furacões Laura e Marco. Marco acabou se tornando o terceiro furacão da temporada, mas enfraqueceu rapidamente e depois se dissipou perto da costa centro-sul da Luisiana. Laura posteriormente se tornou o quarto furacão e o primeiro grande furacão da temporada. O furacão mais tarde atingiu o sudoeste da Luisiana em 27 de agosto na categoria 4 de força com 240 km/h ventos. Além disso, uma depressão tropical formou-se no último dia do mês que se intensificou na tempestade tropical Omar em 1 de setembro.
Setembro apresentou a formação de nove tempestades nomeadas: as tempestades tropicais Rene, Vicky, Wilfred e Beta; tempestade subtropical Alfa; e os furacões Nana (que se formou rapidamente e foi nomeado algumas horas antes de Omar), Paulette, Sally e Teddy. Este enxame de tempestades coincidiu com o pico da temporada de furacões e o desenvolvimento das condições de La Niña. Nana desenvolveu em 1 de setembro e atingiu Belize como furacão categoria 1.  Paulette atingiu Bermudas como categoria Furacão 2, tornando-se o primeiro ciclone tropical ou subtropical a atingir aquele território ultramarino britânico desde Gonzalo em 2014. Sally atingiu a Flórida, ao sul de Miami, como uma depressão tropical, antes de atingir também a Costa do Golfo dos Estados Unidos como uma categoria de movimento lento. 2 furacão e causando grandes danos lá.
Teddy, o oitavo furacão da temporada e o segundo grande furacão formado em 12 de setembro, enquanto Vicky se formou dois dias depois. Com a formação deste último, cinco ciclones tropicais estiveram activos simultaneamente na bacia do Atlântico pela primeira vez desde 1971. Enquanto isso, o furacão Teddy atingiu o Atlântico Canadá após a transição para um ciclone extratropical extremamente grande em 23 de setembro. Além disso, Paulette se transformou em uma tempestade tropical em 20 de setembro antes de se tornar novamente pós-tropical dois dias depois. Alpha desenvolveu-se atipicamente no extremo leste do Atlântico e tornou-se o primeiro ciclone tropical registado a atingir Portugal. A intensificação de Beta em uma tempestade tropical fez setembro 2020 é o mês mais ativo já registado, com 10 tempestades nomeadas. Beta atingiu a costa do Texas e impactou o Extremo Sul antes de se dissipar, marcando um fim abrupto para a intensa atividade da alta temporada.

### Atividade no final da temporada
| Posição | Custo                  | Temporada |
| ------- | ---------------------- | --------- |
| 1       | ≥ $294,703 mil milhões | 2017      |
| 2       | ≥ $172,297 mil milhões | 2005      |
| 3       | ≥ $121,030 mil milhões | 2022      |
| 4       | ≥ $80,727 mil milhões  | 2021      |
| 5       | ≥ $72,341 mil milhões  | 2012      |
| 6       | ≥ $61,148 mil milhões  | 2004      |
| 7       | ≥ $51,146 mil milhões  | 2020      |
| 8       | ≥ 50,126 mil milhões   | 2018      |
| 9       | ≥ $48,855 mil milhões  | 2008      |
| 10      | ≥ $27,302 mil milhões  | 1992      |

Outubro e novembro foram extremamente ativos, com o desenvolvimento de sete tempestades nomeadas, cinco das quais se intensificaram em furacões maiores – mais que o dobro do número registado durante este período em qualquer temporada anterior. O Furacão Gamma formou-se em 2 de outubro, antes de se tornar o nono furacão da temporada em 3 de outubro. Pouco depois, Gamma atingiu a Península de Iucatão como furacão de categoria mínima. 1. No dia seguinte, o furacão Delta desenvolveu-se no Caribe ao sul da Jamaica e se tornou o décimo furacão da temporada. Delta intensificou-se explosivamente em um furacão de categoria 4, antes de enfraquecer rapidamente e atingir a Península de Iucatão em 7 de outubro, como um furacão de categoria 2 alta. Recuperou a categoria 3 à volta do Golfo do México, antes de enfraquecer novamente e atingir os seu segundo continente na Luisiana em 9 de outubro.
Depois de mais 14 dias de inatividade na bacia, a tempestade tropical Epsilon formou-se em meados de outubro e tornou-se o 11ª furacão da temporada em 20 de outubro. No dia seguinte, Epsilon tornou-se uma categoria 3, tornando-se o quarto furacão maior da temporada. Depois disso, a tempestade enfraqueceu à medida que se movia lentamente para o norte e depois para o nordeste, antes de se tornar extratropical em 26 de outubro. Durante o mesmo mês, o furacão Zeta formou-se a sudoeste das Ilhas Cayman e seguiu um caminho quase idêntico ao Delta, atingindo a Península de Iucatão no final de 26 de outubro, antes de virar para nordeste, acelerar e atingir em 28 de outubro o sudeste da Luisiana como um furacão categoria três. Então, depois de se mover rapidamente através do leste dos Estados Unidos, seus remanescentes extratropicais deixaram para trás o acúmulo de neve em partes da Nova Inglaterra.
O furacão Eta, o sexto furacão maior da temporada, atingiu terra como tempestade de categoria 4 ao longo da costa caribenha da Nicarágua em 3 de novembro. Eta posteriormente voltou para o Caribe e se fortaleceu em uma tempestade tropical antes de tomar um caminho sinuoso e errático que passou a Cuba e através da Florida Keys antes de parar no sul do Golfo do México. Em seguida, mudou-se para Norte-Nordeste em direção à costa oeste da Flórida, reforçando-se brevemente em um furacão mínimo ao longo do caminho. Em 10 de novembro, a tempestade subtropical Theta formou-se a partir de uma baixa não tropical sobre o Atlântico Nordeste, antes de fazer a transição para uma tempestade tropical mais tarde naquele dia. Logo após a Eta ter se ter tornado extratropical na Costa Leste dos EUA, o furacão Iota formou-se sobre o Caribe central em 13 de novembro, empatando 2005 para os ciclones mais tropicais e subtropicais em um ano. A Iota intensificou-se rapidamente para um furacão de categoria 4 maior, tornando-se a tempestade mais forte da temporada, atingindo o pico com ventos máximos sustentados de 249 km/h e um mínimo pressão barométrica de 917 mbar. A temporada de 2020 tornou-se a primeira com dois grandes furacões no mês de novembro. Iota então passou a devastar as mesmas áreas na América Central que a Eta havia devastado apenas duas semanas antes, e dissipando-se em 18 de novembro, sobre El Salvador.

## Sistemas

### Tempestade tropical Arthur
O NHC emitiu uma Perspectiva Meteorológica Tropical Especial em 15 de maio sobre o potencial para ciclogênese tropical ou subtropical a partir de um vale de baixa pressão localizado sobre o Estreito da Flórida. A depressão tropical Um formou-se a partir desta baixa por volta das 18:00 UTC em 16 de maio, cerca de 201 km a leste de Melbourne, Flórida. Seis horas depois, uma aeronave de reconhecimento da Força Aérea descobriu que havia atingido a força de uma tempestade tropical. A tempestade tropical Arthur serpenteou ao longo da Corrente do Golfo e mudou pouco em intensidade à medida que encontrava crescente cisalhamento do vento. Às 06:00 UTC em 19 de maio, enquanto localizado a cerca de 310 km a leste-nordeste do Cabo Hatteras, Carolina do Norte, a tempestade atingiu seu pico de intensidade com ventos máximos sustentados de 97 km/h e uma pressão barométrica mínima de 990 mbar (29 inHg). Pouco depois, Arthur interagiu com uma frente não tropical e se tornou um ciclone extratropical às 12h. UTC em 20 de maio. A baixa virou para sudeste antes de se dissipar perto das Bermudas um dia depois.
O precursor de Arthur causou fortes chuvas em partes das Bahamas, Cuba e Flórida. A precipitação no sul da Flórida atingiu o pico de 253 mm (9.95 in) perto de Maratona. No geral, as condições tempestuosas no estado causaram danos de US$ 112.000. Depois que Arthur se tornou um ciclone tropical, alertas de tempestade tropical foram emitidos na Carolina do Norte, de Surf City a Duck e de Pamlico Sound a Albemarle Sound em 16 de maio, estes foram atualizados para avisos de tempestade tropical quando Arthur se aproximou de Outer Banks. Quando Arthur passou para o leste, produziu uma área onde 76–127 mm de chuva caiu na região de Inner Banks, na Carolina do Norte. Também criou pequenas tempestades do Cabo Hatteras até a costa sudeste da Virgínia.

### Tempestade tropical Bertha
Em 26 de maio, uma área fraca de baixa pressão desenvolvida no centro e nordeste da Flórida. Às 06:00 UTC do dia seguinte, o sistema, então próximo às costas da Geórgia e da Carolina do Sul, desenvolveu um centro bem definido e convecção profunda suficiente para ser considerado um ciclone tropical. Após a formação, a tempestade tropical Bertha fortaleceu-se ligeiramente e atingiu o seu pico de intensidade algumas horas depois, com ventos máximos sustentados de 80 km/h e uma pressão central de 1005 mb enquanto localizado a cerca de 56 km a leste-sudeste de Charleston, Carolina do Sul. Às 13h30 UTC naquele mesmo dia, a tempestade atingiu a costa perto da Ilha de Palms, na Carolina do Sul. No interior, o sistema virou para norte e acelerou, antes de enfraquecer rapidamente para uma depressão tropical. Nas primeiras horas de maio Em 28 de agosto, ele se transformou em um ciclone extratropical sobre o oeste da Virgínia, antes de se dissipar no Panhandle Norte da Virgínia Ocidental, várias horas depois.
Na Flórida, o precursor de Bertha trouxe até 380 mm (15 in) de chuvas e inundações localizadas na área de Miami. No entanto, as enchentes atingiram alguns edifícios em Hialeah e Miami Beach, enquanto foram relatados colapsos de telhados em Hallandale Beach e Hollywood. A tempestade também gerou um tornado EF1 nas proximidades de Redland, causando danos menores, embora tenha sido diretamente associado à tempestade. Os danos na Flórida totalizaram aproximadamente US$ 71.000. Houve inundações repentinas localizadas na costa da Carolina do Sul e em partes da Carolina do Norte, especialmente na área de Charlotte. Um tornado EF1 no condado de Warren causou cerca de US$ 50.000 em danos, embora isso também não estivesse diretamente relacionado a Bertha. Além disso, os remanescentes de Bertha causaram inundações repentinas em partes da Virgínia Ocidental. No geral, Bertha deixou pelo menos US$ 133.000 em danos.

### Tempestade tropical Cristobal
Uma grande área de clima perturbado, associada à baixa remanescente da tempestade tropical Amanda no Pacífico Oriental, moveu-se para noroeste através da Península de Iucatão, no México, e emergiu sobre a Baía de Campeche em 1 de junho. Mais tarde naquele dia, às 18:00 UTC, a baixa remanescente desenvolveu-se na depressão tropical Três. Às 12h UTC em 2 de junho, a depressão se intensificou na tempestade tropical Cristobal. [nb 5] Ao longo do resto do dia, o campo de vento de Cristobal tornou-se mais simétrico e bem definido e gradualmente se fortaleceu, com queda da pressão barométrica à medida que a tempestade serpenteava em direção à costa mexicana. Cristobal atingiu a costa como uma forte tempestade tropical a oeste de Ciudad del Carmen às 13h35 UTC em 3 de junho em sua intensidade máxima de 60 mph (97 km/h). À medida que Cristobal seguia para o interior, enfraqueceu para uma depressão tropical à medida que a estrutura geral da tempestade se deteriorava.
A tempestade virou para o norte em 5 de junho e às 06:00 UTC daquele dia, apesar de estar situado no interior da Península de Iucatão, Cristobal intensificou-se novamente em uma tempestade tropical. À medida que Cristobal se movia mais para o norte, no Golfo do México, atingiu novamente ventos de 60 mph (97 km/h) antes que o ar seco e a interação com um vale de nível superior a leste começassem a deslocar a maior parte da convecção central para o leste e norte do centro. No final de 7 de junho, Cristobal atingiu o sudeste da Luisiana. O sistema enfraqueceu para uma depressão tropical no dia seguinte, à medida que se movia para o interior do estado. A tempestade continuou em direção ao norte ao longo do vale do rio Mississippi, antes de se tornar uma baixa extratropical no início de 10 de junho sobre Iowa. A baixa moveu-se para nordeste através de Wisconsin, da Península Superior de Michigan, do norte de Ontário e do sul da Baía de Hudson, antes de se dissipar em 12 de junho.
Em 1 de junho, o governo do México emitiu um alerta de tempestade tropical de Campeche em direção ao oeste até Puerto de Veracruz. Residentes em risco foram evacuados. Nove mil membros da Guarda Nacional Mexicana foram convocados para ajudar nos preparativos e reparos. Chuvas significativas caíram em grande parte do sul do México e da América Central. Mais de duzentas casas e três hospitais no México sofreram algum grau de danos. Alturas de onda até 3 m portos altos fechados por vários dias. Em El Salvador, um deslizamento de terra causou o desaparecimento de sete pessoas. Até 243 mm de chuva caiu na Península de Iucatão, inundando trechos de uma rodovia. Inundações nas ruas ocorreram em lugares tão distantes quanto a Nicarágua. Alertas e avisos de tempestades tropicais também foram emitidos ao longo da costa do Golfo dos Estados Unidos a partir de 5 de junho. Inundações costeiras ocorreram no Alabama, Flórida, Luisiana e Mississippi. Cristobal infligiu danos a 30 empresas, 23 casas, 23 estradas e 13 edifícios públicos no Mississippi. Os danos nos Estados Unidos foram estimados em US$ 310 milhões. A tempestade causou danos estimados em US$ 665 milhões em todas as áreas impactadas.</ref> Pelo menos seis mortes estavam ligadas a Cristobal, sendo três no México e três nos Estados Unidos.

### Tempestade tropical Dolly
Por volta de 17 de junho, uma área de clima perturbado desenvolveu-se logo ao norte das Bahamas depois que parte de uma onda tropical e um vale de nível superior interagiram. A perturbação moveu-se para norte e organizou-se numa área de baixa pressão no início de 22 de junho. Pouco depois, a baixa tornou-se uma depressão subtropical por volta de 652 km leste-sudeste de Cabo Cod, Massachusetts. As temperaturas médias do ar seco e da superfície do mar, que eram apenas marginalmente favoráveis, resultaram num fortalecimento muito pequeno em 22 de junho. No entanto, depois de se mover para leste-nordeste e se afastar de uma baixa superior, o ciclone desenvolveu uma convecção mais profunda e intensificou-se na tempestade subtropical Dolly às 06:00. UTC em 23 de junho. Cerca de seis horas depois, Dolly fez a transição para um ciclone tropical e atingiu o pico com ventos sustentados de 72 km/h e uma pressão mínima de 1,000 mbar. No entanto, a convecção diminuiu rapidamente depois que Dolly se moveu para o norte da Corrente do Golfo e encontrou um ar mais seco. No início de 24 de junho, Dolly degenerou em um remanescente de baixa cerca de 320 km ao sul da Ilha Sable. A baixa remanescente continuou para nordeste e dissipou-se ao sul de Terra Nova no início do dia seguinte.
Em 3 de julho um fraco sistema frontal moveu-se para o mar a partir do Médio Atlântico no início de julho, e uma área de baixa pressão formou-se sobre sua porção sul, bem a leste da costa nordeste da Flórida. Este sistema logo se organizou à medida que sua convecção aumentava gradativamente e por volta das 12h UTC em 4 de julho, o sistema organizou-se na depressão tropical Cinco, embora centrado em cerca de 470 km oeste-sudoeste das Bermudas. O sistema moveu-se inicialmente para leste-nordeste e depois para nordeste no lado norte de uma grande crista de nível médio. O cisalhamento vertical do vento oeste e o ar seco na porção noroeste da depressão fizeram com que essa mudasse pouco em força ou organização à medida que a tempestade acelerava e passava cerca de 110 km a noroeste das Bermudas por volta das 08:00 UTC em 5 de julho. Apesar das condições marginais de desenvolvimento, uma grande explosão convectiva formou-se no centro, permitindo-lhe fortalecer-se na tempestade tropical Edouard às 00:00. UTC em 6 de julho.
Edouard intensificou-se ainda mais mais tarde naquele dia, atingindo ventos máximos sustentados de 72 km/h e uma pressão barométrica mínima de 1,005 mbar (29.7 inHg) por volta das 18:00 UTC. Nessa altura, no entanto, estava a entrar numa região de forte cisalhamento vertical do vento sudoeste e água mais fria, e aproximava-se de um sistema frontal. Edouard tornou-se extratropical apenas seis horas depois, quando a sua circulação se fundiu com o sistema frontal por volta de 790 km leste-sudeste de Cabo Race, Terra Nova, às 00h00 UTC em 7 de julho. A baixa extratropical começou a enfraquecer lentamente em 8 de julho, virando para leste e continuando a mover-se rapidamente dentro dos ventos fortes de oeste de latitude média. Atravessou o sul da Irlanda e o sul do Reino Unido em 9 de julho e se dissipou neste último país naquele dia.
O Serviço Meteorológico das Bermudas emitiu um alerta de vendaval para toda o grupo de ilhas antes do sistema em 4 de julho. Mais tarde, o tempo instável se seguiu, e a depressão causou rajadas de vento com força de tempestade tropical e chuvas moderadas na ilha no início de 5 de julho. Os impactos foram relativamente pequenos. Os remanescentes extratropicais de Edouard trouxeram chuvas breves, mas fortes, para as Ilhas Britânicas, Holanda, Alemanha, sul da Dinamarca e noroeste da Polónia.

### Tempestade tropical Fay
No início de 5 de julho o NHC começou a rastrear uma área de nebulosidade desorganizada e aguaceiros no extremo norte do Golfo do México. Esta área estava associada à seção restante da depressão superficial a partir da qual Edouard se formou recentemente. A perturbação moveu-se para o interior do Panhandle da Flórida às 06:00 UTC do dia seguinte. Posteriormente, emergiu da costa da Carolina do Sul no Atlântico em 8 de julho. Uma vez no mar, a baixa moveu-se para nordeste e por volta das 18:00 UTC em 9 de julho, o centro reformou-se e tornou-se melhor definido perto de uma área de forte convecção. Quase ao mesmo tempo, uma aeronave dos Caçadores de Furacões da Reserva da Força Aérea observou que o sistema, então perto do Cabo Hatteras, na Carolina do Norte, estava produzindo ventos sustentados com força de tempestade tropical. A baixa foi então designada como tempestade tropical Fay. Após a formação, a tempestade moveu-se em direção ao norte, para leste dos estados do Médio Atlântico. Às 18:00 UTC em 10 de julho, atingiu seu pico de intensidade com ventos máximos sustentados de 97 km/h e uma pressão mínima de 998 mbar. Duas horas depois, Fay atingiu a costa perto de Atlantic City, Nova Jérsia, com ventos de 80 km/h. Rapidamente perdeu intensidade no interior, degenerando em uma baixa remanescente no sudeste de Nova Iorque e mais tarde sendo absorvida por uma baixa maior de latitude média no sudeste do Canadá.
O precursor de Fay trouxe inundações em partes do sudeste dos Estados Unidos, especialmente na Carolina do Sul, que registaram até 329 mm de precipitação perto da Ilha de Santa Helena. Alertas de tempestade tropical foram emitidos para áreas costeiras de Nova Jérsia, Nova Iorque, Connecticut e Rhode Island em 9 de julho. Um aviso semelhante foi emitido para a costa de Delaware em 10 de julho. Nova Jérsia sofreu alguns dos piores impactos da tempestade. As fortes chuvas causaram inundações em diversas cidades da costa de Jérsia e resultaram no fechamento de muitas estradas, incluindo a New Jersey Turnpike. Rajadas de vento até 87 km/h deixaram pelo menos 10 mil pessoas no estado sem eletricidade. Fay causou diretamente a morte de duas pessoas, que se afogaram devido às correntes de retorno; outros quatro morreram afogados devido às condições residuais de ondas altas após a passagem de Fay. No geral, os danos da tempestade no nordeste dos Estados Unidos totalizaram pelo menos US$ 350 milhões, com base em danos provocados por ventos e tempestades em propriedades residenciais, comerciais e industriais.

### Tempestade tropical Gonzalo
Uma área seca e térmica de baixa pressão fundiu-se com uma onda tropical perto da costa oeste da África em 15 de julho. Dados do espalhador no início de 21 de julho indicou que uma pequena, mas bem definida área de baixa pressão se formou bem a leste das Pequenas Antilhas. Após um aumento constante na convecção profunda, a baixa evoluiu para uma depressão tropical por volta das 18h00. UTC cerca de 2,320 km a leste das Ilhas de Barlavento. Cisalhamento do vento fraco e temperaturas da superfície do mar de 28 °C (82 °F) permitiu que a depressão se intensificasse na tempestade tropical Gonzalo por volta das 06:00 UTC em 22 de julho. Gonzalo moveu-se geralmente para oeste devido à alta pressão Bermuda-Açores. A tempestade continuou a se fortalecer ao longo do dia, com uma parede ocular sob uma densa nebulosidade central e indícios de um olho em desenvolvimento tornando-se evidentes.
Gonzalo logo atingiu o pico de intensidade, porém, com ventos sustentados de 105 km/h e uma pressão mínima de 997 mbar (29.4 inHg) às 06:00 UTC em 23 de julho, já que o ar muito seco da camada de ar do Saara ao norte interrompeu significativamente a densa nebulosidade central. Embora a convecção tenha se desenvolvido rapidamente, a tempestade encontrou forte cisalhamento do vento, fazendo com que o ciclone enfraquecesse. Enfraqueceu para uma depressão tropical antes de atingir Trinidad, ao norte da praia de Manzanilla. Provavelmente devido à interação terrestre, Gonzalo enfraqueceu ainda mais e degenerou em um vale aberto perto da Península de Paria, na Venezuela, às 00h00. UTC em 26 de julho.
Embora o sistema se tenha deslocado para oeste através das Ilhas de Cabo Verde, registou-se pouca precipitação, uma vez que a perturbação tinha então uma quantidade limitada de convecção. Em julho No dia 23, foram emitidos alertas de furacão para Barbados e São Vicente e Granadinas, e um alerta de tempestade tropical foi emitido mais tarde naquele dia para Granada e Tobago. Depois que Gonzalo não conseguiu se transformar em furacão em julho No dia 24, os alertas de furacões e tempestades tropicais foram substituídos por avisos de tempestades tropicais. A tempestade trouxe tempestades para Trinidad e Tobago e partes do sul de Granada. No entanto, o impacto da tempestade acabou sendo significativamente menor do que o inicialmente previsto. Apenas foram recebidos dois relatos de danos provocados pelo vento: uma árvore caída numa unidade de saúde em Les Coteaux e um telhado danificado de uma paragem de autocarro em Argyle.

### Furacão Hanna
Em 11 de julho, uma onda tropical saiu da costa oeste da África. O ar seco fez com que o sistema estivesse praticamente desprovido de convecção quando chegou às Pequenas Antilhas, em 17 de julho. Posteriormente, ventos desfavoráveis de níveis superiores impediram que a onda se desenvolvesse significativamente, ao cruzar as Bahamas e a Flórida em 20 de julho e 21 de julho. Depois que a onda atingiu o Golfo do México, os ventos de níveis superiores tornaram-se mais favoráveis. O sistema adquiriu uma circulação bem definida, e uma depressão tropical se formou às 00h00 UTC em 23 de julho cerca de 378 km ao sul-sudeste de Port Eads, Luisiana. Apesar do cisalhamento do vento leve a moderado e dos mares quentes, o ar seco de nível médio fez com que a depressão se fortalecesse lentamente. Cerca de 24 horas após a formação, a depressão tornou-se a tempestade tropical Hanna à medida que se movia na direção oeste-noroeste.
Mais tarde em 24 de julho, Hanna começou a se intensificar um pouco mais rápido à medida que as faixas convectivas aumentavam e uma característica ocular se desenvolvia. Nesse mesmo dia, o ciclone também fez uma curva para oeste devido ao fortalecimento da crista de camadas profundas ao norte. Hanna atingiu a intensidade do furacão às 12h UTC em 25 de julho. A tempestade então curvou-se para oeste-sudoeste e atingiu o pico com ventos sustentados de 140 km/h e uma pressão mínima de 973 mbar (28.7 inHg). Hanna atingiu a costa em Padre Island, Texas, na mesma intensidade às 22:00 UTC em 25 de julho, uma hora e quinze minutos antes de atingir o continente no condado de Kenedy. O sistema enfraqueceu rapidamente após mover-se para o interior, caindo para o status de depressão tropical às 18h. UTC em 26 de julho perto de Monterrei, Nuevo León, e dissipando-se logo em seguida.
A perturbação precursora de Hanna causou fortes chuvas em partes de Hispaniola, Florida Keys e Cuba. No condado de Walton, Flórida, um homem de 33 anos se afogou nas correntes de retorno enquanto resgatava seu filho. Em partes da Luisiana, Mississippi, Alabama e Panhandle da Flórida, as faixas externas de Hanna trouxeram fortes chuvas, ameaçando até inundar as ruas de Nova Orleans. Imediatamente após o sistema ter sido classificado como uma depressão tropical, foram emitidos alertas de tempestade tropical para grande parte da costa do Texas. Às 21:00 UTC em julho Em 24 de outubro, um alerta de furacão foi emitido de Baffin Bay a Mesquite Bay, Texas, devido à previsão de que Hanna se tornaria um furacão antes de atingir o continente. À medida que o furacão se aproximava do continente, o governador do Texas, Greg Abbott, anunciou a implantação de 17 Equipes móveis de testes COVID-19 focadas em abrigos e 100 pessoal médico fornecido pela Guarda Nacional do Texas. Hanna trouxe inundações, ventos destrutivos, chuvas torrenciais, inundações repentinas e cinco EF0 isolados. tornados no sul do Texas e no nordeste do México. No primeiro caso, a tempestade destruiu várias casas móveis e derrubou muitas estruturas mal construídas. Cerca de 200 mil casas nos condados de Cameron e Hidalgo sofreram cortes de energia. As enchentes atingiram dezenas de edifícios em áreas baixas. Nos Estados Unidos, Hanna causou indiretamente cinco mortes e causou cerca de US$ 1,1 bilhões em danos. No México, fortes chuvas caíram em Coahuila, Nuevo León e Tamaulipas. Mais de 250 casas em Coahuila foram inundadas, enquanto pelo menos 45 bairros de Reynosa relataram danos causados pelas enchentes. O ciclone causou diretamente quatro mortes no México e causou aproximadamente US$ 100 milhões em danos.

### Furacão Isaías
Uma onda tropical emergiu no Atlântico a partir da costa oeste da África em 24 de julho. A onda gradualmente se organizou e ficou mais definida, desenvolvendo uma ampla área de baixa pressão no dia seguinte. Devido à ameaça que o sistema representava para as Pequenas Antilhas, o NHC iniciou alertas sobre o sistema como ciclone tropical potencial Nove às 15:00. UTC em 28 de julho. No dia seguinte, a perturbação estava produzindo fortes chuvas e ventos fortes. Difusômetro passa no início de 30 de julho indicou que o sistema desenvolveu um centro suficientemente bem definido e tornou-se a tempestade tropical Isaias às 00:00 UTC cerca de 230 km ao sul de Ponce, Porto Rico. O ciclone atingiu a costa por volta de 16 horas depois perto de San Pedro de Macorís, República Dominicana. Pouco depois do olho da tempestade ter se deslocado para o mar, na costa norte de Hispaniola, no início de 31 de julho, Isaías intensificou-se e tornou-se um furacão. Nove horas depois, atingiu a ilha Great Inagua, nas Bahamas.
A tempestade então oscilou em intensidade devido ao forte cisalhamento do vento e ao ar seco, com Isaías atingindo seu pico de intensidade inicial no início de 31 de julho com ventos de 137 km/h (85 mph). Às 13:00 UTC em 1 de agosto, Isaias atingiu o norte de Andros com ventos de 130 km/h (80 mph), e o sistema enfraqueceu para uma tempestade tropical às 18:00 UTC. Em seguida, virou para norte-noroeste, permanecendo na costa da Flórida e da Geórgia, enquanto flutuava entre velocidades do vento de 105 e 113 km/h. À medida que o ciclone acelerou para nordeste e se aproximou da costa da Carolina, o cisalhamento do vento relaxou, permitindo que a tempestade se re-intensificasse rapidamente em um furacão às 18:00. UTC em 3 de agosto. Às 03:10 UTC do dia seguinte, Isaias atingiu a costa em Ocean Isle Beach, Carolina do Norte, no pico de intensidade com ventos sustentados de 140 km/h e uma pressão mínima de 986 mbar. Após a chegada ao continente, Isaias acelerou e enfraqueceu lentamente, caindo abaixo do status de furacão às 06:00. UTC sobre a Carolina do Norte. A tempestade passou sobre os estados do Médio Atlântico antes de fazer a transição para uma baixa extratropical por volta das 00:00 UTC em 5 de agosto enquanto estava situado no centro de Vermont, e se dissipou várias horas depois sobre Quebec.
Numerosos alertas de tempestades tropicais, bem como alertas de furacões e alertas de furacões foram emitidos para as Pequenas Antilhas, Grandes Antilhas, Bahamas, Cuba e toda a Costa Leste dos Estados Unidos. Isaías causou inundações devastadoras e danos causados pelo vento em Porto Rico e na República Dominicana. Várias cidades ficaram sem eletricidade e água potável em Porto Rico. Nos Estados Unidos, Isaías desencadeou um grande surto de tornado que levou à emissão de 109 alertas de tornado em 12 estados. Um total de 39 tornados pousaram, vários dos quais causaram danos significativos. O impacto foi menor na Flórida e na Geórgia. A tempestade na Carolina do Sul deixou impactos significativos no Condado de Horry, com 483 casas danificadas apenas em Myrtle Beach. Na Carolina do Norte, a tempestade destruiu algumas anteparas e dunas, enquanto a água inundou as ruas e entrou nos andares térreos de empresas no centro de Wilmington. Um EF3 tornado no condado de Bertie demoliu várias casas móveis e residências construídas com paus, matando duas pessoas e ferindo 14. Ventos fortes, tempestades e muitos tornados deixaram danos significativos no nordeste dos Estados Unidos. Quase 3 milhões de pessoas ficaram sem eletricidade no auge da tempestade, incluindo mais de 1 milhões de pessoas somente em Nova Jérsia. Isaías causou 17 mortes nas Grandes Antilhas e no leste dos Estados Unidos: 14 no território continental dos Estados Unidos, 2 na República Dominicana e 1 em Porto Rico. As estimativas de danos ultrapassaram US$ 4,8 bilhões, com quase US$ 3,5 bilhões dos quais ocorrendo no nordeste dos Estados Unidos, tornando o Isaias o ciclone tropical mais caro a atingir a região desde o furacão Sandy em 2012.

### Depressão tropical Dez
Em 28 de julho, uma onda tropical surgiu ao largo da costa oeste da África. O sistema logo desenvolveu um centro de baixa pressão definido em 29 de julho, enquanto se dirigia para o norte ao longo do lado leste de uma área de baixa pressão em altos níveis. A convecção associada tornou-se suficientemente organizada para que o sistema fosse classificado como depressão tropical no dia seguinte; nessa época, o ciclone estava localizado cerca de 370 km a leste-sudeste das Ilhas Cabo Verde mais orientais. O sistema atingiu sua intensidade máxima com ventos de 55 km/h e pressão de 1008 mbar por volta das 00:00 UTC em 1º de agosto. Dados do scatterômetro revelaram informações conflitantes, com ventos de tempestade tropical observados em uma passagem dentro da convecção mais profunda a sudoeste do centro da tempestade, onde os ventos mais fracos são normalmente encontrados. Uma passagem quase simultânea de outro satélite mostrou ventos mais fracos, e os ventos mais altos foram determinados como inflados pela chuva. Diante dos dados conflitantes, o NHC determinou que o sistema não havia se tornado uma tempestade tropical. Posteriormente, uma combinação de diminuição das temperaturas da superfície do mar e ar seco causou a dissipação da convecção. A depressão virou para oeste-noroeste e degradou-se para uma baixa remanescente ainda no mesmo dia. Logo se dissipou em 2 de agosto ao norte das Ilhas Cabo Verde.

### Tempestade tropical Josephine
Em 7 de agosto, o NHC começou a monitorar uma onda tropical sobre o Atlântico tropical. A atividade de chuva e tempestade ao longo do eixo da onda aumentou à medida que ela se movia para o oeste a 27-37 km/h, e uma circulação de nível médio se formou em 9 de agosto, embora a circulação de baixo nível permanecesse alongada e mal organizada. A circulação da onda então se definiu, e um sistema de baixa pressão com convecção desorganizada se formou no final de 10 de agosto. Uma explosão de convecção perto do centro, seguida de alguma organização subsequente, permitiu que o sistema fosse designado como depressão tropical Onze às 06:00 UTC em 11 de agosto, cerca de 1.480 km a oeste-sudoeste das Ilhas Cabo Verde. No entanto, a capacidade de intensificação da depressão foi inicialmente prejudicada por ar seco em níveis médios e moderado cisalhamento do vento de leste. Após mais de dois dias com pouca mudança na intensidade, o cisalhamento relaxou um pouco, permitindo que a convecção começasse a se formar mais perto do centro estimado da depressão. Isso permitiu que ela se fortalecesse para a tempestade tropical Josephine às 12:00 UTC em 13 de agosto, atingindo uma intensidade inicial de 70 km/h e uma pressão mínima de 1005 mbar.
A intensidade de Josephine começou a flutuar em 14 de agosto, à medida que o cisalhamento do vento afetava o sistema, deslocando a convecção da circulação. Aeronaves caçadoras de furacões investigaram o sistema mais tarde naquele dia e descobriram que o centro da tempestade havia se deslocado mais para o norte nas horas da tarde, e Josephine atingiu sua intensidade máxima com ventos de 72 km/h e pressão mínima de 1004 mbar às 18:00 UTC. No entanto, Josephine dirigiu-se para condições cada vez mais hostis ao passar ao norte das Ilhas de Sotavento. Como resultado, a tempestade enfraqueceu mais tarde, tornando-se uma depressão tropical às 06:00 UTC em 16 de agosto, ao norte das Ilhas Virgens. A circulação do ciclone enfraquecido tornou-se cada vez mais indefinida, e Josephine eventualmente enfraqueceu para um cavado de baixa pressão 12 horas depois.

### Tempestade tropical Kyle
Um sistema convectivo mesoescalar moveu-se ao largo da Carolina do Sul e Geórgia no início de 11 de agosto. A atividade convectiva enfraqueceu naquele dia, mas uma pequena circulação de nível médio formou-se a partir do sistema, e ele desenvolveu alguma atividade de tempestade naquela noite enquanto se movia lentamente para nordeste ao largo da costa da Carolina do Sul. Essa atividade gerou o desenvolvimento de uma circulação de baixo nível fraca que se moveu perto da costa sul da Carolina do Norte no final de 12 de agosto. O sistema tornou-se mais bem organizado no dia seguinte, embora ainda carecesse de um centro bem definido e características de bandas. A baixa então moveu-se ao largo dos Outer Banks no início de 14 de agosto e a convecção aumentou, pois a maior parte da circulação estava sobre as temperaturas quentes da água no Atlântico. A baixa tornou-se mais bem definida durante a noite, como resultado da convecção, e tornou-se a tempestade tropical Kyle por volta das 12:00 UTC em 14 de agosto, cerca de 170 km a leste-nordeste de Duck, Carolina do Norte.
A tempestade então moveu-se rapidamente para leste-nordeste ao longo da Corrente do Golfo devido ao fluxo entre uma ampla área de baixa pressão sobre o Nordeste dos Estados Unidos e a crista subtropical do Atlântico Ocidental. Apesar do cisalhamento moderado a forte do vento, Kyle fortaleceu-se em 15 de agosto, atingindo sua intensidade máxima por volta das 12:00 UTC, com ventos sustentados máximos de 80 km/h e uma pressão mínima de 1000 mbar, cerca de 370 km a sudeste de Cape Cod, Massachusetts. A tempestade começou a enfraquecer depois devido ao aumento do cisalhamento e interação com uma frente estacionária; sua circulação começou a se alongar como resultado. Kyle tornou-se um ciclone extratropical quando se incorporou à frente às 00:00 UTC em 16 de agosto. Seu centro se dissipou e os remanescentes foram absorvidos pela frente pouco depois. Vários dias depois, a tempestade extratropical Ellen, que continha remanescentes da tempestade tropical Kyle, trouxe ventos de força de furacão para a República da Irlanda e o Reino Unido.

### Furacão Laura
Em 16 de agosto, uma onda tropical saiu da costa oeste da África e entrou no Atlântico. A onda combinou-se com uma ampla área de baixa pressão localizada a algumas centenas de milhas a oeste-sudoeste das Ilhas Cabo Verde em 18 de agosto. A convecção profunda aumentou constantemente e se organizou melhor à medida que a perturbação se moveu pelo Atlântico tropical central, e até 00:00 UTC de 20 de agosto, a presença de uma circulação de baixo nível suficientemente definida indicou que a depressão tropical Treze se desenvolveu cerca de 1.580 km a leste-sudeste de Antígua. Até às 12:00 UTC do mesmo dia, o ciclone se organizou ainda mais e fortaleceu-se para a tempestade tropical Laura. No entanto, o cisalhamento moderado do vento então impediu uma maior intensificação. A tempestade tinha uma aparência desorganizada nas imagens de satélite ao cruzar as Ilhas de Sotavento do norte em 21 de agosto. Em seguida, ela se organizou em 22 de agosto, ao passar ao sul das Ilhas Virgens dos EUA e Porto Rico. No início de 23 de agosto, Laura atingiu a terra cerca de 40 km a oeste de Santo Domingo, República Dominicana, com ventos de 80 km/h. A tempestade enfraqueceu pouco ao passar pelo terreno montanhoso do Haiti e da República Dominicana. Laura atingiu a terra perto de Uvero, na província de Santiago de Cuba, em Cuba, com ventos de 105 km/h às 02:00 UTC de 24 de agosto, antes de reaparecer no Caribe e atingir Playa de las Tunas, na província de Pinar del Río, com a mesma intensidade cerca de 22 horas depois.
Laura entrou no Golfo do México mais tarde em 25 de agosto, onde se tornou um furacão por volta das 12:00 UTC do mesmo dia. Mais tarde, enquanto estava sobre o centro do Golfo, Laura iniciou um período de rápida intensificação e, até 12:00 UTC de 26 de agosto, a tempestade tornou-se um furacão de categoria 3 importante. Um mínimo de nível médio perto de Oklahoma fez o sistema virar para noroeste e depois para norte, e no período de 24 horas terminando às 00:00 UTC de 27 de agosto, intensificou-se em cerca de 105 km/h, para a categoria 4. Nesse momento, Laura atingiu sua intensidade máxima com ventos sustentados máximos de 240 km/h e pressão mínima de 937 mbar, estando a menos de 140 km ao sul de Creole, Luisiana. A pressão de Laura então subiu ligeiramente para 939 mbar, mas a tempestade manteve seus ventos máximos ao fazer sua última chegada à terra perto de Cameron, Luisiana, às 06:00 UTC. O furacão tornou-se o ciclone tropical com a velocidade do vento mais forte ao atingir a Luisiana desde o furacão Last Island de 1856. Laura enfraqueceu constantemente após adentrar em terra, diminuindo para a força de tempestade tropical por volta das 18:00 UTC sobre o norte da Luisiana e depois para uma depressão tropical sobre Arkansas no início de 28 de agosto. O sistema em deterioração virou para nordeste e degenerou-se para uma baixa remanescente sobre o norte de Kentucky às 06:00 UTC de 29 de agosto. A baixa remanescente foi absorvida por outra baixa centrada perto da região dos Grandes Lagos seis horas depois.
Quando Laura passou pelas ilhas de Sotavento do Norte, trouxe fortes chuvas para Guadalupe e Dominica, e levou ao fechamento de todos os portos nas Ilhas Virgens Britânicas. A tempestade produziu fortes chuvas sobre Porto Rico e Hispaniola. A tempestade causou grandes danos na Luisiana, especialmente na região sudoeste do estado. Tempestade penetrou até quase 55 km para o interior, enquanto Creole e Grand Chenier foram inundados com enchentes costeiras variando de 3,7 a 5,5 m acima do solo, varrendo estruturas na Paróquia de Cameron. As rajadas de vento atingiram até 246 km/h em Holly Beach, resultando em danos catastróficos do vento nas paróquias de Calcasieu e Cameron. Fora das duas paróquias, as paróquias de Beauregard e Vernon foram as mais atingidas, com o núcleo da tempestade passando diretamente. Várias outras paróquias registaram danos em casas e edifícios devido a ventos fortes ou queda de árvores. Laura destruiu aproximadamente 10 mil casas e danificou mais de 130 mil outras no estado. Os danos só na Luisiana totalizaram cerca de 17,5 bilhões de dólares. O Texas foi o segundo mais atingido pela tempestade, com ventos fortes derrubando muitas linhas de energia, postes de energia e árvores na parte leste do Estado, enquanto alguns condados relataram danos a empresas e residências. Laura produziu 16 tornados nos Estados Unidos, sendo o mais significativo deles um tornado EF2 no Condado de Randolph, Arkansas. Ao todo, houve 81 mortes relacionadas com tempestades. Destes, 47 foram mortes diretas associadas a Laura, incluindo 31 no Haiti, 9 na República Dominicana e 7 nos Estados Unidos. Houve também 34 mortes indirectas, todas nos Estados Unidos.

### Furacão Marco
Entre 10 e 11 de agosto, uma onda tropical entrou no Atlântico vinda da costa oeste da África. A convecção permaneceu mal organizada por vários dias à medida que a onda se movia para leste através do Atlântico e para o Caribe. No entanto, as chuvas e tempestades dentro da onda se concentraram mais ao atingir o centro do Caribe em 19 de agosto, com uma área de baixa pressão se desenvolvendo no dia seguinte. Até às 06:00 UTC de 21 de agosto, a onda possuía uma circulação fechada e convecção organizada o suficiente, resultando em sua designação como depressão tropical Catorze próximo às costas da Nicarágua e Honduras. O sistema moveu-se para noroeste e se intensificou, tornando-se a tempestade tropical Marco por volta das 00:00 UTC de 22 de agosto, ao passar pelo noroeste do Caribe. Essa tendência de fortalecimento continuou à medida que Marco passava pelo Canal do Iucatão. A tempestade atingiu a força de furacão às 12:00 UTC de 23 de agosto, enquanto estava centrada sobre o sudeste do Golfo do México, com ventos sustentados máximos de 120 km/h e uma pressão mínima de 991 mbar. Essa seria a intensidade máxima de Marco, pois o forte cisalhamento do vento sudoeste fez com que o sistema enfraquecesse para a força de tempestade tropical até as 00:00 UTC de 24 de agosto, enquanto o centro estava a cerca de 425 km ao sul-sudeste da foz do rio Mississippi. A tempestade fez uma virada para o oeste ao se aproximar da costa da Luisiana mais tarde naquele dia. Marco enfraqueceu para uma depressão pouco depois das 00:00 UTC de 25 de agosto e degenerou-se para uma baixa remanescente cerca de seis horas depois, sem atingir a terra.
A tempestade gerou chuvas no oeste de Cuba, com quantidades geralmente variando de 51 a 127 mm na Província de Pinar del Río, enquanto um total máximo de 145 mm foi observado em Cabo San Antonio. Inundações repentinas ocorreram em algumas áreas, levando pelo menos 14 pessoas a procurarem abrigo. Rios transbordantes causaram inundações nas comunidades de Acacoyagua, Escuintla e Tapachula. Chuvas intensas caíram ao longo de partes da Costa do Golfo dos Estados Unidos, entre a Flórida e o Mississippi, com até 335 mm de precipitação perto de Apalachicola, na Flórida. Áreas alagadas inundaram muitas ruas em Panama City Beach. Devido ao seu estado dissipativo ao se aproximar da Luisiana, a tempestade teve impacto mínimo lá. No geral, Marco causou aproximadamente $35 milhões em danos ao longo de seu caminho.

### Tempestade tropical Omar
Uma onda curta vigorosa de níveis médios a superiores moveu-se para o sudeste dos Estados Unidos em 29 de agosto. A onda curta interagiu então com os restos de um sistema frontal, resultando na formação de uma área de baixa pressão ao largo do nordeste da Flórida em 30 de agosto. Derivando sobre a Corrente do Golfo, a baixa rapidamente se organizou em uma depressão tropical por volta das 12:00 UTC em 31 de agosto, enquanto estava cerca de 240 km ao sul-sudeste de Wilmington, Carolina do Norte. Ar seco e cisalhamento vertical do vento compensaram as temperaturas quentes da superfície do mar à medida que o sistema se dirigia para nordeste. No entanto, após uma explosão de convecção profunda, a depressão fortaleceu-se para a tempestade tropical Omar por volta das 12:00 UTC em 1º de setembro. A tempestade atingiu seu pico com ventos sustentados de 65 km/h e uma pressão mínima de 1003 mbar. Um aumento no cisalhamento do vento manteve Omar fraco. Consequentemente, a tempestade teve dificuldade em manter a convecção profunda enquanto se movia para leste e enfraqueceu para uma depressão tropical no início de 3 de setembro. Omar desacelerou devido a um fluxo de direção fraco, virando para o norte em 5 de setembro, devido a um fluxo meridional associado a uma depressão de camadas profundas. Embora o ciclone tenha experimentado explosões periódicas de convecção, o cisalhamento do vento forte eventualmente fez com que a tempestade degenerasse para uma baixa remanescente cerca de 925 km a nordeste de Bermuda no final de 5 de setembro. A baixa moveu-se geralmente para o norte antes de ser absorvida por um sistema frontal no dia seguinte.

### Furacão Nana
Em 23 de agosto, uma onda tropical emergiu no Atlântico a partir da costa oeste da África. A convecção aumentou significativamente à medida que a onda cruzou a Zona de Convergência Intertropical e em 27 de agosto, quando estava aproximadamente a meio caminho entre as Ilhas Cabo Verde e as Pequenas Antilhas. Após o sistema entrar no Caribe em 30 de agosto, a convecção se concentrou perto do centro de circulação de níveis médios do sistema. Até às 06:00 UTC de 1º de setembro, o sistema adquiriu uma circulação de superfície fechada e uma convecção profunda suficientemente organizada para se tornar a tempestade tropical Nana, enquanto estava cerca de 290 km a sudeste de Kingston, Jamaica. A classificação como tempestade tropical foi porque o sistema já possuía ventos de tempestade tropical. Até às 18:00 UTC do mesmo dia, a tempestade se fortaleceu, atingindo ventos sustentados de 95 km/h antes de um cisalhamento moderado do norte interromper brevemente a intensificação e expor parcialmente o centro de circulação; mesmo assim, sua pressão continuou a cair. Após o enfraquecimento do cisalhamento no final de 2 de setembro, Nana desenvolveu novamente convecção sobre seu centro e se intensificou para um furacão às 03:00 UTC de 3 de setembro, perto da costa de Belize. Nana atingiu simultaneamente o pico com ventos sustentados máximos de 120 km/h e uma pressão mínima de 994 mbar. Às 06:00 UTC, o furacão atingiu a terra na mesma intensidade perto de Sittee Point, cerca de 80 km ao sul de Belize City. Uma vez em terra, Nana enfraqueceu rapidamente para uma tempestade tropical seis horas depois e depois para uma depressão tropical no final de 3 de setembro, perto da fronteira entre Guatemala e México. Degenerou-se para uma baixa remanescente até as 00:00 UTC de 4 de setembro e dissipou-se pouco depois. Os restos de níveis médios do sistema surgiram sobre o Golfo de Tehuantepec, onde se regeneraram na tempestade tropical Julio no Pacífico Oriental em 5 de setembro.
Nana causou inundações nas ruas nas Ilhas da Baía de Honduras. Em Belize, a tempestade produziu ventos sustentados de até 98 km/h e rajadas de até 120 km/h em Carrie Bow Cay. Os ventos causaram extensos danos às safras de abacate, banana, cítricos, milho e banana-da-terra, com centenas de acres de plantações de banana e banana-da-terra destruídos. As equipes de Avaliação de Danos e Análise de Necessidades (DANA) relataram 13 estruturas danificadas em Silk Grass e outras 7 em Hopkins, enquanto 4 residências em Dangriga tiveram danos no telhado. No entanto, os impactos estruturais foram limitados em outras áreas. As perdas econômicas totais em Belize ultrapassaram $20 milhões. Quantidades significativas de precipitação também ocorreram no norte da Guatemala e no sudeste do México.

### Furacão Paulette
Em 2 de setembro, uma onda tropical emergiu no Atlântico a partir da costa oeste da África. A onda se organizou sobre o leste do Atlântico e formou uma área de baixa pressão em 6 de setembro, movendo-se geralmente para o oeste. Por volta das 00:00 UTC do dia seguinte, a baixa se transformou na depressão tropical Dezassete, a cerca de 1.850 km a oeste das Ilhas Cabo Verde. Cerca de 12 horas depois, a depressão se intensificou para a tempestade tropical Paulette. A tempestade seguiu geralmente para o oeste-noroeste enquanto se fortalecia gradualmente. Às 12:00 UTC de 9 de setembro, Paulette atingiu uma intensidade máxima inicial com ventos sustentados de 95 km/h, que durou cerca de 12 horas, antes de o cisalhamento do vento aumentar e enfraquecer a tempestade. Apesar das condições desfavoráveis, Paulette começou a se intensificar novamente em 11 de setembro. Eventualmente, o enfraquecimento do cisalhamento permitiu que Paulette se organizasse mais e começasse a formar um olho, tornando-se um furacão no início de 13 de setembro, cerca de 670 km a sudeste de Bermuda. A entrada de ar seco deu à tempestade uma aparência um tanto irregular, mas Paulette continuou a se fortalecer lentamente ao se aproximar de Bermuda, com seu olho se tornando mais claro e sua convecção se tornando mais simétrica. Paulette então virou bruscamente para o norte e se fortaleceu para um furacão de categoria 2 ao atingir Bermuda às 08:50 UTC de 14 de setembro, com ventos de 160 km/h. A tempestade continuou a se fortalecer após passar por Bermuda, atingindo sua intensidade máxima mais tarde naquele dia, com ventos sustentados máximos de 169 km/h e uma pressão mínima de 965 mbar.
Após atingir sua intensidade máxima, Paulette acelerou para nordeste em 15 de setembro e iniciou uma transição extratropical, que foi concluída no dia seguinte, cerca de 650 km a sudeste de Cabo Race, Terra Nova. Depois de enfraquecer gradualmente nos dias seguintes e curvar-se lentamente para o sul, o ciclone extratropical começou a readquirir um núcleo quente à medida que a convecção associada à baixa aumentava em cobertura e organização. Até às 18:00 UTC de 20 de setembro, o sistema se reorganizou em uma tempestade tropical a cerca de 370 km a sudoeste dos Açores. Em seguida, às 00:00 UTC de 22 de setembro, Paulette atingiu uma segunda intensidade máxima de 95 km/h. Moveu-se para leste no dia seguinte e tornou-se pós-tropical pela segunda e última vez em 23 de setembro, enquanto estava a aproximadamente 1.110 km a sudeste dos Açores. Embora o restante da baixa tenha se fortalecido brevemente novamente, o ar mais seco e estável, bem como as temperaturas do oceano mais frias, impediram o seu desenvolvimento. A baixa vagou ao sul dos Açores antes de degenerar-se em uma baixa de pressão tarde em 28 de setembro.
Paulette produziu ventos de furacão em Bermuda, com ventos sustentados atingindo 127 km/h em Ilha Pearl e rajadas ao nível do solo atingindo 156 km/h no Aeroporto Internacional L.F. Wade. Árvores e linhas de energia foram derrubadas em toda Bermuda enquanto Paulette passava, resultando em cerca de 25 mil quedas de energia, o que representa aproximadamente 70% dos clientes de eletricidade na ilha. Os danos em Bermuda totalizaram aproximadamente $50 milhões. Houve duas mortes diretas e uma lesão associada a Paulette, todas devido a correntes de retorno ao longo da costa atlântica dos Estados Unidos. Entre 13 e 15 de setembro, várias operações de resgate aquático foram realizadas ao longo da costa de Nova Jérsia.

### Tempestade tropical Rene
Uma onda tropical surgiu ao largo da costa da África sobre o Oceano Atlântico em 6 de setembro. Já existia uma área de baixa pressão bem definida, embora a convecção inicialmente permanecesse limitada. Uma área de convecção profunda se formou sobre o centro da baixa por volta das 06:00 UTC de 7 de setembro, marcando a formação da depressão tropical Dezoito, aproximadamente 320 km a leste das ilhas mais orientais de Cabo Verde. A convecção se consolidou e organizou ainda mais, com o desenvolvimento de bandas mais tarde naquele dia, enquanto a depressão se intensificava para a tempestade tropical Rene cerca de 12 horas depois. Movendo-se geralmente para oeste-noroeste durante grande parte de sua duração, Rene atingiu a costa perto da Ilha da Boa Vista por volta das 00:00 UTC de 8 de setembro, com ventos sustentados de 65 km/h. A entrada de ar seco e mares apenas marginalmente aquecidos causaram o enfraquecimento da convecção, e Rene enfraqueceu para uma depressão tropical várias horas depois. Após outra explosão de convecção profunda no início de 9 de setembro, o ciclone se fortaleceu novamente para uma tempestade tropical. Às 12:00 UTC de 10 de setembro, Rene atingiu o pico com ventos sustentados de 72 km/h e uma pressão barométrica mínima de 1001 mbar. Chuvas e tempestades diminuíram a partir do dia seguinte devido ao ar seco, e Rene enfraqueceu para uma depressão tropical em 12 de setembro. O cisalhamento forte vindo do oeste causou um enfraquecimento adicional, e Rene degenerou-se em um cavado a cerca de 1.665 km a nordeste das Ilhas de Sotavento. Os restos viraram para sudoeste e se dissiparam alguns dias depois.
Rene trouxe ventos fortes e chuvas intensas para as Ilhas Cabo Verde em 8 de setembro. Um aviso de tempestade tropical foi emitido para as ilhas em 7 de setembro, permanecendo em vigor até tarde no dia seguinte.

### Furacão Sally
No início de setembro, uma área de baixa pressão bem definida se desenvolveu sobre o oeste do Atlântico, ao sul de Bermuda. A baixa movia-se lentamente para o oeste-sudoeste em direção às Bahamas, onde começou a produzir convecção desorganizada em 10 de setembro. Até às 18:00 UTC de 11 de setembro, a convecção dentro do sistema se organizou melhor e um centro de circulação bem definido se desenvolveu, marcando a formação da depressão tropical Dezenove entre a Ilha Andros e Bimini, nas Bahamas. A depressão moveu-se para o oeste e atingiu a costa perto de Cutler Bay, Flórida, por volta das 06:00 UTC de 12 de setembro, com ventos de 55 km/h. Seis horas depois, enquanto seu centro estava sobre os Everglades, a depressão se fortaleceu para a tempestade tropical Sally. Sally emergiu sobre o Golfo do México algumas horas depois e virou para noroeste ao largo da costa. O cisalhamento moderado do noroeste impediu seu fortalecimento constante. Quando o cisalhamento diminuiu um pouco no início do dia seguinte, uma explosão de convecção profunda se desenvolveu perto e a leste do centro da tempestade, e ela começou a passar por um período de intensificação rápida. Durante esse tempo, Sally tornou-se um furacão de categoria 1 às 06:00 UTC de 14 de setembro, enquanto estava centrado a cerca de 235 km ao sul de Pensacola, Flórida, à medida que sua intensidade aumentava de 95 para 135 km/h ao longo de um período de 18 horas. Após enfraquecer para 130 km/h no início de 15 de setembro, Sally diminuiu a velocidade enquanto virava para nordeste. Mais tarde naquele mesmo dia, Sally iniciou um segundo período de intensificação rápida, tornando-se um furacão de categoria 2 de alto nível até as 06:00 UTC de 16 de setembro. Por volta de 09:45 UTC, o sistema atingiu a intensidade máxima perto de Gulf Shores, Alabama, com ventos sustentados máximos de 175 km/h e uma pressão central mínima de 965 mbar. Sally enfraqueceu rapidamente para uma tempestade tropical até as 18:00 UTC, enquanto se movia lentamente para o interior. Mais tarde, a tempestade enfraqueceu para uma depressão tropical até as 06:00 UTC de 17 de setembro e tornou-se um baixo extratropical seis horas depois sobre o leste do Alabama. Foi subsequentemente absorvida por uma frente fria e dissipou-se sobre a Carolina do Sul no dia seguinte.
Nas fases iniciais, Sally provocou fortes chuvas no sul da Flórida. Embora isso tenha causado principalmente inundações nas ruas, foram relatados até 150 mm de água em alguns estabelecimentos e residências em Key West. Ventos derrubaram algumas árvores e derrubaram linhas de energia, deixando cerca de 10 mil clientes sem eletricidade. O furacão atingiu o Panhandle da Flórida com ventos fortes, precipitação intensa e aumento do nível do mar. Aproximadamente 50 estruturas foram demolidas, enquanto milhares de outras nos condados de Escambia e Santa Rosa sofreram danos. As inundações tornaram inúmeras estradas intransitáveis e destruíram várias estradas e pontes. A extensa derrubada de árvores e danos às linhas de energia deixaram pelo menos 245 mil clientes sem eletricidade. Na Alabama, ventos de furacão nos condados de Baldwin e Mobile danificaram muitos edifícios, derrubaram inúmeras árvores e linhas de energia, fazendo com que 275 mil clientes perdessem energia. Mais para o interior, fortes chuvas tornaram várias estradas intransitáveis e as destruíram nos condados de Coffee, Crenshaw e Escambia. No Mississippi, a maré de tempestade inundou 100 estradas de baixa altitude no condado de Hancock e 60 em Jackson. Árvores caídas bloquearam algumas estradas e danificaram algumas casas nesta última. A maré de tempestade na Luisiana tornou algumas estradas intransitáveis em áreas de baixa altitude dos condados de Jefferson, Orleans, Plaquemines, St. Bernard e St. Tammany. Inundações repentinas impactaram partes da Geórgia, especialmente no condado de Washington e nas áreas de Augusta e Waynesboro. Algumas árvores foram derrubadas devido ao solo saturado, deixando cerca de 30 mil clientes sem energia. No geral, houve 23 tornados relatados no sudeste dos Estados Unidos enquanto Sally era um ciclone tropical, incluindo 12 na Carolina do Sul, 6 na Geórgia, 4 na Carolina do Norte e 1 na Flórida. A tempestade foi responsável por nove fatalidades - três na Flórida e duas em cada Alabama e Geórgia - e aproximadamente US$ 7,3 bilhões em danos.

### Furacão Teddy
Uma onda tropical emergiu no Atlântico a partir da costa oeste da África em 10 de setembro. Embora a onda estivesse enfrentando cisalhamento nordeste moderado, a convecção aumentou no início de 12 de setembro, o que levou ao desenvolvimento de um centro de superfície bem definido. Como resultado, uma depressão tropical se formou por volta das 06:00 UTC, cerca de 925 km a sudoeste das Ilhas Cabo Verde. Após superar uma combinação de cisalhamento nordeste, ar seco nas altitudes médias e o grande tamanho e raio de ventos máximos do sistema, a depressão se fortaleceu para a tempestade tropical Teddy por volta das 00:00 UTC de 14 de setembro. No final do dia seguinte, a tempestade começou seu primeiro período de intensificação rápida. Durante este tempo, imagens de micro-ondas indicaram que um olho se formou, e Teddy se tornou um furacão por volta das 00:00 UTC de 16 de setembro, a cerca de 1.295 km a nordeste de Barbados. A tempestade continuou a se intensificar, tornando-se um furacão de categoria 2 algumas horas depois. Um ligeiro cisalhamento de vento de oeste interrompeu brevemente o fortalecimento adicional, mas quando isso diminuiu, a tempestade iniciou outro período de intensificação rápida no início de 17 de setembro. Teddy tornou-se um furacão de categoria 3 por volta das 12:00 UTC, enquanto estava a cerca de 925 km a nordeste de Guadalupe, e tornou-se um furacão de categoria 4 seis horas depois. Por volta das 00:00 UTC de 18 de setembro, Teddy atingiu sua intensidade máxima com ventos sustentados máximos de 230 km/h e uma pressão barométrica mínima de 945 mbar.
Um ciclo de reposicção da parede do olho no final de 18 de setembro fez a tempestade enfraquecer para uma categoria 3, enquanto um aumento no cisalhamento do sudoeste fez Teddy cair abaixo da força de furacão principal por volta das 00:00 UTC de 20 de setembro. O ciclone passou a cerca de 370 km a leste de Bermuda em 21 de setembro, virando para o norte e nordeste enquanto interagia com um cavado inclinado negativamente. Essa interação causou um aumento na velocidade máxima do vento e no tamanho da tempestade. Teddy atingiu uma intensidade máxima secundária de 170 km/h entre 06:00 UTC e 12:00 UTC de 22 de setembro. A interação com o cavado também desencadeou o processo de transição extratropical; o campo de vento de Teddy tornou-se mais assimétrico, e a convecção associada tornou-se menos centralizada. Por volta das 18:00 UTC do mesmo dia, o furacão enfraqueceu para a intensidade de categoria 1, antes de se tornar um ciclone extratropical por volta das 00:00 UTC de 23 de setembro, a cerca de 305 km ao sul de Halifax, Nova Escócia. O sistema enfraqueceu enquanto se movia para o norte através do leste de Nova Escócia e depois pelo Golfo de São Lourenço, onde foi absorvido por um sistema maior não tropical nas primeiras horas de 24 de setembro, perto do leste de Labrador.
O furacão gerou grandes ondulações oceânicas que se espalharam ao longo da maior parte da costa atlântica dos EUA e do norte do Caribe até Bermuda. Duas pessoas se afogaram em Porto Rico devido a correntes de retorno geradas por essas ondulações em 18 de setembro, assim como um nadador em Nova Jersey. Marés anormalmente altas também causaram inundações costeiras em Charleston, Carolina do Sul, e nos Outer Banks, Carolina do Norte. Neste último, ondas varreram algumas dunas de areia e empurraram areia para as estradas. Cerca de 220 residências ficaram sem energia em Bermuda. Caso contrário, o impacto foi principalmente limitado à deposição de areia nas estradas nas costas sul da ilha. Os restos extratropicais de Teddy geraram rajadas de vento de até 90 mph (145 km/h) na Nova Escócia. Aproximadamente 18 mil clientes em toda a região do Atlântico Canadá ficaram sem eletricidade. Também houve relatos isolados de inundações leves. Os danos causados por Teddy em todas as áreas afetadas totalizaram cerca de $35 milhões.

### Tempestade tropical Vicky
Nas primeiras horas de 11 de setembro, uma onda tropical se moveu ao largo da costa da África. Uma área de baixa pressão associada à onda moveu-se para o noroeste e cruzou as Ilhas Cabo Verde em 12 de setembro, produzindo chuvas e chuvas localmente intensas. No dia seguinte, o distúrbio se organizou constantemente e, por volta das 00:00 UTC de 14 de setembro, o sistema tornou-se a depressão tropical Vinte e Um, cerca de 315 km a oeste das ilhas Cabo Verde mais ao noroeste. A depressão fortaleceu-se para a tempestade tropical Vicky seis horas depois, com base em dados de scatterômetro, apesar do cisalhamento extremamente forte, parcialmente causado pelo fluxo de saída do furacão Teddy, removendo tudo, exceto um pequeno aglomerado convectivo ao nordeste de seu centro. Vicky intensificou-se ainda mais, atingindo sua intensidade máxima com ventos sustentados máximos de 80 km/h e uma pressão de 1001 mbar às 12:00 UTC de 15 de setembro. Nos próximos dois dias, a tempestade foi afetada pelo aumento do cisalhamento do vento, enfraquecendo-se para uma depressão tropical por volta das 12:00 UTC de 17 de setembro. Em seguida, cerca de seis horas depois, degenerou-se em uma baixa renamescente cerca de 1.480 km a noroeste das ilhas Cabo Verde mais ao noroeste e subsequentemente se dissipou.
A onda tropical precursora de Vicky produziu inundações nas ilhas de Cabo Verde.[126] Num período de 24 horas, caíram aproximadamente 88 mm de precipitação na capital da Praia. As inundações bloquearam várias estradas e danificaram automóveis, pontes, edifícios e terras agrícolas. As inundações mataram uma pessoa na Praia em 12 de setembro.

### Tempestade tropical Wilfred
Uma onda tropical e sua ampla área de baixa pressão associada surgiram no Atlântico a partir da costa oeste da África em 13 de setembro. Um centro de circulação bem definido se formou em 17 de setembro como resultado de uma forte explosão de convecção profunda perto do centro da baixa. A convecção mais forte e organizada apareceu mais tarde naquele dia, enquanto um passe de scatterômetro revelou que a circulação se tornara mais bem definida, e a presença de ventos com força de tempestade tropical. Como resultado, a tempestade tropical Wilfred se formou por volta das 18:00 UTC de 17 de setembro, situada a cerca de 555 km a sudoeste das ilhas mais ao sul de Cabo Verde. Seis horas depois, a tempestade atingiu sua intensidade máxima com ventos sustentados de 65 km/h e uma pressão mínima de 1.006 mbar. O ar muito seco da camada de ar do Saara impediu mais intensificação, enquanto o cisalhamento do vento de oeste a noroeste aumentou para cerca de 37 km/h em 19 de setembro. A convecção profunda começou a diminuir no dia seguinte, levando Wilfred a enfraquecer para uma depressão tropical por volta das 12:00 UTC. No início de 21 de setembro, Wilfred degenerou-se em um cavado aberto, aproximadamente 1.480 km a leste das Ilhas Barlavento do Norte.

### Tempestade subtropical Alpha
Uma grande área de baixa pressão extratropical se desenvolveu sobre o nordeste do Oceano Atlântico em 14 de setembro, seguindo a interação entre uma frente de superfície e uma área de baixa pressão em níveis superiores. A baixa atingiu ventos sustentados de 115 km/h em 15 de setembro. Embora a baixa enfraquecesse ao se deslocar para o sul-sudeste, o campo de vento se contraiu e a convecção começou a se formar mais perto da circulação devido às temperaturas marginais da superfície do mar e instabilidade atmosférica suficiente. Até 06:00 UTC de 17 de setembro, o sistema se desenvolveu na tempestade subtropical Alpha, aproximadamente 650 km a leste dos Açores. Alpha continuou a se fortalecer e atingiu a sua intensidade máxima como um sistema subtropical por volta de 00:00 UTC de 18 de setembro, com ventos sustentados máximos de 80 km/h e uma pressão mínima de 996 mbar, uma ocorrência rara, embora não sem precedentes, de um ciclone tropical ou subtropical dentro de um ciclone extratropical. A famosa Tempestade Perfeita de 1991 foi citada como exemplo de tal ocorrência. Às 18:40 UTC do mesmo dia, o ciclone tocou a terra cerca de 15 km ao sul da Figueira da Foz, Portugal. Por volta de 00:00 UTC de 19 de setembro, Alpha enfraqueceu para uma depressão subtropical no interior do centro-norte de Portugal. Três horas depois, degenerou-se para um remanescente baixo subtropical perto de Viseu, Portugal, e dissipou-se pouco depois.
Em 18 de setembro em preparação para a tempestade Alpha, alertas laranjas foram emitidos para ventos fortes e chuvas intensas em Portugal nos distritos de Coimbra e Leiria. Alpha e a baixa pressão associada produziram uma rajada de vento de até 89 km/h em Monte Real. Ventos fortes derrubaram muitas árvores e causaram numerosas quedas de energia na costa centro de Portugal. A tempestade também gerou pelo menos dois tornados, ambos classificados como EF1 na escala aprimorada de Fujita. Na Espanha, a frente associada ao Alpha causou o descarrilamento de um comboio em Madrid, enquanto tempestades na Ilha de Ons causaram um incêndio florestal. Não houve relatos de feridos ou mortes relacionadas ao Alpha enquanto era um ciclone subtropical, mas seus restos causaram uma fatalidade na Espanha, quando uma mulher em Calzadilla morreu após o desabamento de um telhado sobre ela. No geral, o Alpha causou pelo menos $1 milhão em danos.

### Tempestade tropical Beta
Em 5 e 6 de setembro, uma área de tempo perturbado, composta por uma onda tropical, uma área de baixa pressão em níveis superiores e uma frente de superfície, estendeu-se do oeste do Caribe para ao largo do sudeste dos Estados Unidos. Derivando para o oeste, a perturbação atingiu o nordeste do Golfo do México e consolidou-se em 12 de setembro. No entanto, o desenvolvimento do sistema não era esperado na época devido aos ventos fortes em níveis superiores produzidos pelo Furacão Sally, que atingiu a costa do Alabama em 16 de setembro e depois se moveu pelo sudeste dos Estados Unidos. Até às 12:00 UTC do dia seguinte, a perturbação se organizou na depressão tropical Vinte e Dois, cerca de 565 km a sudeste de Brownsville, Texas. A depressão seguiu lentamente para o nordeste e intensificou-se, tornando-se a tempestade tropical Beta no final de 18 de setembro. Embora o ar seco gerado por um cavado de superfície e um cavado em níveis superiores tenham impedido Beta de se intensificar rapidamente, o ciclone conseguiu atingir uma velocidade máxima do vento de 105 km/h por volta das 12:00 UTC de 20 de setembro e uma pressão mínima de 993 mbar por volta de 00:00 UTC do dia seguinte. Beta quase parou depois de virar para o oeste em 20 de setembro, causando ressurgência e enfraquecendo a tempestade. Beta tocou a terra às 02:45 UTC de 22 de setembro, sobre a extremidade sul da Península de Matagorda, perto de Port O'Connor, Texas, com ventos de 80 km/h. Até às 18:00 UTC, a tempestade enfraqueceu para uma depressão tropical e virou para leste-nordeste. Beta logo se tornou uma baixa extratropical no continente, perto da costa do Texas. A baixa extratropical moveu-se pelo sul dos Estados Unidos até se dissipar no nordeste do Alabama no início de 25 de setembro.
Beta causou inundações generalizadas de moderadas a importantes em partes da área metropolitana de Houston. As quantidades de chuva geralmente variaram de 250 a 360 mm, com um total máximo de 401 mm em Brookside Village. As autoridades de Houston relataram que mais de 100.000 galões de águas de esgoto residencial foram derramados em cinco locais da cidade como resultado. As águas de inundação crescentes exigiram mais de 100 resgates em águas profundas e o fechamento de várias rodovias e estradas na área. Pelo menos 20-25 casas na área metropolitana de Houston sofreram danos por inundação. As autoridades também relataram que um homem se afogou em Brays Bayou. Os restos extratropicais de Beta trouxeram chuvas intensas para outros estados, especialmente Luisiana e Mississippi. Em todo os Estados Unidos, Beta causou aproximadamente $225 milhões em danos.

### Furacão Gamma
Em 21 de setembro, uma onda tropical emergiu no Atlântico a partir da costa oeste da África. O ar seco limitou a convecção associada à onda por vários dias, antes que a convecção aumentasse à medida que o sistema atingia o oeste do Caribe em 30 de setembro. Uma área de baixa pressão em superfície se desenvolveu no início de 2 de outubro, e então a convecção se organizou suficientemente, resultando na formação da depressão tropical Vinte e Cinco até às 06:00 UTC deste dia, a cerca de 485 km a sudeste de Cozumel, Quintana Roo. A depressão fortaleceu-se para a tempestade tropical Gamma cerca de 12 horas depois. Em seguida, às 16:45 UTC em 3 de outubro, Gamma intensificou-se rapidamente ao cruzar o noroeste do Mar do Caribe, atingindo a força de furacão de categoria 1 e atingindo o seu pico com ventos sustentados máximos de 120 km/h e uma pressão mínima de 978 mbar, ao atingir terra perto de Tulum, Quintana Roo. Rapidamente enfraqueceu para uma tempestade tropical ao cruzar a Península de Iucatão. Após emergir sobre o sul do Golfo do México perto de Río Lagartos no início de 4 de outubro, a convecção profunda reorganizou-se sobre o centro, permitindo que Gamma fortalecesse novamente e atingisse brevemente um segundo pico de intensidade de 105 km/h às 18:00 UTC de 4 de outubro. O furacão depois estacionou por várias horas antes de lentamente se mover para sudoeste. Durante essa época, o aumento do cisalhamento e intrusões de ar seco enfraqueceram a tempestade, deixando o seu centro exposto no início de 5 de outubro. Até às 18:00 UTC deste dia, Gamma enfraqueceu para uma depressão tropical. Continuou a produzir convecção desorganizada até à sua última passagem, que ocorreu às 03:00 UTC de 6 de outubro, perto de San Felipe, Iucatão, com ventos de 55 km/h. A tempestade foi absorvida pelo Furacão Delta no final de 6 de outubro, enquanto a sua circulação se dissipou rapidamente sobre a terra.
O governo do México emitiu numerosos avisos de tempestade tropical para partes da Península de Iucatão após a formação de Gamma, e várias milhares de pessoas foram evacuadas para abrigos. A tempestade produziu ventos fortes, chuvas intensas, inundações repentinas, deslizamentos de terra e deslizamentos de lama na região. A precipitação atingiu o pico de 384 mm em Tizimín. Inundações extensas foram relatadas na cidade, enquanto pelo menos 30 pessoas foram forçadas a evacuar as suas casas devido à elevação das águas. Em Progreso, muitas ruas foram inundadas, e as águas invadiram várias casas nos arredores da cidade. Em estados fora da região da Península de Iucatão, a água invadiu 11.457 casas, das quais 10.815 estavam em Tabasco. As inundações em Chiapas danificaram 543 residências, 326 estradas, 13 seções de uma rede de canalizações de água e 2 escolas. Gamma causou pelo menos seis mortes no México, quatro em Chiapas e duas em Tabasco. Os danos no México totalizaram aproximadamente US$ 100 milhões. As bandas externas de Gamma também provocaram chuvas intensas nas Ilhas Caimão, Cuba e Flórida.

### Furacão Delta
Uma onda tropical emergiu no Atlântico a partir da costa oeste da África em 26 de setembro. Havia pouca convecção associada à onda até 30 de setembro, quando a atividade de chuvas e tempestades aumentou. A convecção flutuou enquanto se movia pelo Mar do Caribe devido ao cisalhamento moderado do vento e ao ar seco. No entanto, um centro de circulação bem definido formou-se com convecção profunda suficientemente organizada por volta das 18:00 UTC de 4 de outubro, marcando a formação da depressão tropical Vinte e Seis. A atividade de tempestades continuou a aumentar após a formação, mas inicialmente estava confinada à porção sul da circulação devido ao cisalhamento do vento do norte. Uma vez que o cisalhamento diminuiu em 5 de outubro, a convecção tornou-se mais simétrica em torno do centro, e o sistema se fortaleceu para se tornar a tempestade tropical Delta até às 12:00 UTC deste dia, a cerca de 240 km ao sul-sudoeste de Montego Bay, Jamaica. Delta começou a se intensificar rapidamente, atingindo a força de furacão 12 horas depois. À medida que se movia para oeste-noroeste sobre o oeste do Mar do Caribe, Delta tornou-se um furacão de categoria 3 às 12:00 UTC de 6 de outubro. O ciclone então atingiu o pico como um furacão de categoria 4 com ventos máximos de 230 km/h e uma pressão mínima de 953 mbar às 18:00 UTC do mesmo dia. Este período de intensificação rápida resultou em um aumento de 170 km/h nos ventos ao longo de um período de 36 horas. Essa taxa vertiginosa de fortalecimento foi devido a uma combinação de temperaturas extremamente quentes da água do oceano, baixo cisalhamento do vento e ar suficientemente húmido em altitude.
O furacão enfraqueceu no início de 7 de outubro devido a um ligeiro aumento no cisalhamento do vento em níveis médios, que inibiu o fluxo de saída superior da tempestade e interrompeu seu o núcleo pequeno. Por volta das 10:30 UTC deste dia, Delta tocou a terra perto de Puerto Morelos, Quintana Roo, como um furacão de categoria 2 com ventos sustentados de 170 km/h. Delta passou várias horas sobre a Península de Iucatão antes de emergir no Golfo do México ao norte de Dzilam de Bravo, Iucatão, como um furacão de categoria 1 por volta das 18:00 UTC. Movendo-se para noroeste e situado em condições atmosféricas e oceânicas geralmente favoráveis, Delta fortaleceu-se novamente, atingindo a intensidade de furacão principal às 00:00 UTC de 9 de outubro, com ventos de 195 km/h e uma pressão mínima de 953 mbar. Durante o dia, no entanto, um aumento no cisalhamento do vento de sudoeste e uma diminuição na temperatura oceânica sobre o norte do Golfo do México fizeram Delta enfraquecer para a força de furacão de categoria 2 à medida que se dirigia para a costa sudoeste da Luisiana. Delta atingiu terra perto de Creole, Luisiana, com ventos de 160 km/h às 23:00 UTC. Sua localização de toque foi apenas cerca de 15 km a leste de onde o olho do Furacão Laura cruzou a costa em 27 de agosto. No interior, Delta enfraqueceu para a força de tempestade tropical às 06:00 UTC de 10 de outubro, perto de Alexandria, Luisiana. A tempestade continuou a enfraquecer naquele dia ao virar para nordeste, tornando-se extratropical sobre o Mississippi até às 18:00 UTC e subsequentemente degenerando-se em um cavado de baixa pressão sobre o Tennessee em 12 de outubro.
Conforme o Furacão Delta se aproximava do desembarque em Quintana Roo, o presidente mexicano Andrés Manuel López Obrador anunciou, em 6 de outubro, a ativação do plano de emergência DN-III e a mobilização de 5 mil soldados das Forças Armadas do México para ajudar na evacuação e abrigo das pessoas na região. Houve inúmeros relatos de árvores derrubadas e danos às redes elétricas da região, com aproximadamente um terço da população local ficando sem energia. A tempestade causou inundações significativas em Cozumel e Playa del Carmen. No geral, os danos no México totalizaram aproximadamente $185 milhões. À medida que o Delta se movia para o norte do Golfo do México, foram emitidos amplos avisos e alertas ao longo da costa do Golfo dos Estados Unidos. Estados de emergência foram declarados em Luisiana, Mississippi e Alabama, e muitas áreas costeiras, baixas e propensas a inundações foram evacuadas. O furacão e seus remanescentes produziram chuvas intensas, ventos fortes, maré de tempestade e tornados em grande parte do sudeste dos Estados Unidos. Na Luisiana, os ventos fortes gerados pelo Delta causaram danos adicionais a estruturas já impactadas pelo furacão Laura, enquanto os destroços remanescentes do furacão Laura foram espalhados pelas estradas e dutos. No entanto, grande parte dos danos no estado foi causada por inundações, com 446 mm de chuva em LeBleu Settlement. As águas inundaram várias casas em Baton Rouge e Calcasieu. No Mississippi, cerca de 100 mil empresas e residências ficaram sem eletricidade após chuvas e rajadas de vento de tempestade tropical derrubarem árvores. Os danos causados pelo Delta nos Estados Unidos totalizaram $2,9 bilhões. No total, houve seis mortes relacionadas à tempestade, duas em cada no Iucatão, Luisiana e Flórida.

### Furacão Epsilon
Um cavado de nível superior associado a uma fraca área de baixa pressão baroclínica moveu-se ao largo da costa Leste dos Estados Unidos em 13 de outubro. Uma frente fria entrou na vizinhança do sistema dois dias depois, antes de degenerar em um cavado superficial. A interação desses sistemas levou à formação de uma área de baixa pressão não tropical em 16 de outubro. A baixa derivou para o sul em uma área de temperaturas mais quentes da superfície do mar, permitindo que a convecção se expandisse e se organizasse. Um grande aglomerado de convecção profunda se formou a leste da baixa por volta das 06:00 UTC de 19 de outubro, quando estava localizado cerca de 1.335 km a leste das Bermudas, resultando em uma estrutura suficientemente organizada para ser designada como depressão tropical Vinte e Sete. Seis horas depois, o sistema se fortaleceu para a tempestade tropical Epsilon e, em seguida, intensificou-se lentamente no dia seguinte, enfrentando episódios esporádicos de intrusão de ar seco importados por um cisalhamento vertical moderado do vento enquanto executava um pequeno loop no sentido anti-horário. O cisalhamento vertical diminuiu um pouco e o ar seco restante foi expulso do núcleo entre 20 e 21 de outubro, permitindo que a tempestade passasse por uma intensificação rápida, apesar das temperaturas relativamente frias do mar e do moderado cisalhamento do vento permanecendo. Ela se intensificou para um furacão por volta das 00:00 UTC de 21 de outubro e 18 horas depois atingiu o status de categoria 3, quando estava localizado cerca de 555 km a sudeste das Bermudas. Epsilon então atingiu o pico com ventos sustentados máximos de 185 km/h e uma pressão mínima de 952 mbar no início de 22 de outubro. Epsilon também foi o furacão principal mais a leste observado após 20 de outubro. No entanto, a tempestade enfraqueceu rapidamente para a força de furacão de categoria 1 à medida que seu núcleo interno erodia, embora Epsilon tenha mantido essa intensidade ao longo dos dois dias seguintes. No início de 23 de outubro, o furacão fez a sua abordagem mais próxima das Bermudas, passando cerca de 300 km a leste. Epsilon virou bruscamente para o nordeste e acelerou em 24 de outubro, enfraquecendo lentamente à medida que se aproximava do extremo norte da Corrente do Golfo. Ao encontrar temperaturas oceânicas mais frias, Epsilon caiu para a intensidade de tempestade tropical por volta das 18:00 UTC de 25 de outubro e tornou-se extratropical no início do dia seguinte, cerca de 910 km a leste de Cabo Race, Terra Nova. Os remanescentes de Epsilon foram posteriormente absorvidos por uma baixa extratropical profunda a sudoeste da Islândia.
O amplo campo de vento do furacão levou à emissão de um aviso de tempestade tropical para as Bermudas às 15:00 UTC em 20 de outubro, que foi posteriormente atualizado para um alerta 24 horas depois. Embora o Serviço Meteorológico das Bermudas antecipasse que ventos de força de furacão não afetariam a ilha, o Governo das Bermudas alertou os residentes para se prepararem para quedas de energia e verificarem seus suprimentos de emergência. Além disso, sinais de Aviso de Surf Perigoso foram postados em praias da costa sul. A precipitação na ilha durante a passagem da tempestade foi de menos de 25 mm; os ventos no aeroporto das Bermudas atingiram rajadas próximas à força de tempestade tropical, com uma rajada máxima de 61 km/h. À medida que começava a se afastar das Bermudas em 23 de outubro, o aviso de tempestade tropical foi cancelado. O furacão também gerou ondas grandes do mar das Bermudas até às Bahamas, às Grandes Antilhas e às Ilhas de Sotavento. O furacão causou uma morte direta; um homem de 27 anos morreu em correntes de retorno induzidas pelo Epsilon em Daytona Beach, Flórida. As frentes climáticas associadas a esta baixa produziram ondas de até 30 m na costa da Irlanda em 28 de outubro.

### Furacão Zeta
Uma grande área de clima instável se desenvolveu devido à combinação de uma onda tropical e uma crista de altitude média de 18 a 19 de outubro sobre o sudoeste do Mar do Caribe. O sistema se deslocou para oeste-noroeste em direção à Grand Cayman em 23 de outubro. Posteriormente, a convecção profunda aumentou durante a noite e a manhã de 24 de outubro. Por volta das 12:00 UTC, dados de satélite indicaram que uma área de baixa bem definida se formou, marcando a formação da depressão tropical Vinte e Oito. Em seguida, 12 horas depois, a depressão se fortaleceu para a tempestade tropical Zeta, enquanto estava localizada cerca de 435 km a leste-sudeste de Cozumel, Quintana Roo. Apesar de enfrentar algum cisalhamento de noroeste, Apesar de sentir algum chisalhamento de norte-noroeste, a tempestade se intensificou constantemente e atingiu a força de furacão às 06:00 UTC de 26 de outubro. Às 03:55 UTC do dia seguinte, Zeta tocou terra perto de Ciudad Chemuyil, Quintana Roo, com ventos de 135 km/h. Após enfraquecer para uma tempestade tropical em terra, Zeta se moveu para fora da costa norte da Península de Iucatão cerca de 11 horas depois, a leste de Telchac Puerto. O ar seco envolveu a metade norte da circulação de Zeta ao se mover para fora sobre o sul do Golfo do México, deixando seu centro parcialmente exposto. No entanto, a tempestade logo encontrou um ambiente favorável de baixo cisalhamento e temperaturas mornas da superfície do mar, permitindo que Zeta se tornasse um furacão novamente no início de 28 de outubro; isso marcou o início de um período de intensificação rápida. Zeta atingiu o pico mais tarde naquele dia às 21:00 UTC, quando se tornou um furacão de categoria 3 com ventos sustentados máximos de 185 km/h e uma pressão barométrica mínima de 970 mbar. Zeta perdeu gradualmente força após o desembarque, enfraquecendo para uma tempestade tropical sobre o Alabama às 06:00 UTC de 29 de outubro, antes de se transformar em um ciclone pós-tropical sobre o centro da Virgínia às 18:00 UTC do mesmo dia, enquanto se movia rapidamente para nordeste. No início de 30 de outubro, os remanescentes de Zeta se dissiparam a leste da costa média dos EUA.
Chuvas intensas na Jamaica causaram um deslizamento de terra que matou duas pessoas após demolir uma casa no município de Saint Andrew. Zeta deixou aproximadamente $15 milhões em danos na ilha. Ventos fortes e chuvas causaram inundações e danos à infraestrutura na Península de Iucatão, no México. Zeta deixou mais de 2,6 milhões de residências e empresas sem energia elétrica no Sudeste dos Estados Unidos; também prejudicou a votação antecipada nas eleições de 2020 em vários estados. Na Luisiana, o ciclone produziu ventos de força de furacão, com a maior velocidade de vento sustentada relatada sendo de 151 km/h em Golden Meadow, enquanto o mesmo local registou rajadas de até 180 km/h. Ventos fortes causaram danos significativos a centenas de residências nas paróquias de Jefferson, Lafourche, Orleans, Plaquemines, St. Bernard e Terrebonne, enquanto cerca de 100 residências foram destruídas. A maré de tempestade resultou em inundações costeiras, especialmente nas paróquias de Lafourche e Jefferson, com a água entrando em edifícios em Golden Meadow e Leesville. Cerca de 500 mil residências no estado ficaram sem eletricidade. Áreas no extremo sul do Mississippi relataram danos severos causados pelo vento, pois ventos de força de furacão também impactaram os condados costeiros do estado. Cerca de 10 mil residências em Mississippi foram danificadas. A maré de tempestade inundou centenas de estradas nas proximidades de Bay St. Louis, enquanto a Rota 90 ficou submersa no Condado de Harrison. Grande parte do restante do estado relatou impacto geralmente mínimo. A costa do Alabama sofreu inundações de maré de tempestade, inundando estradas e danificando alguns negócios e propriedades. Mais para o interior, ventos danificaram centenas de casas, derrubaram várias linhas de energia e arrancaram árvores. Na Geórgia, Zeta deixou danos extensos da área metropolitana de Atlanta para o norte devido a rajadas de vento de tempestade tropical. Dentro da área de Atlanta, ventos fortes danificaram muitos semáforos e derrubaram árvores, bloqueando muitas estradas e causando danos à propriedade. Chuvas intensas também causaram inundações nos condados de Rabun e Union. Aproximadamente 1 milhão de pessoas ficaram sem eletricidade. A tempestade arrancou centenas de árvores, danificou centenas de casas e causou inundações repentinas em partes da Carolina do Norte. Impactos semelhantes, mas ligeiramente menores, ocorreram na Carolina do Sul. Zeta também danificou centenas de linhas de energia e derrubou árvores na Virgínia, embora os danos estruturais fossem principalmente leves. Nos Estados Unidos, os remanescentes de Zeta, ao se afastarem do continente, deixaram para trás acumulação de neve em partes de Nova Inglaterra. Houve sete mortes relacionadas nos Estados Unidos: três na Geórgia; duas em Mississippi; e uma em cada Luisiana e Mississippi. Os danos nos Estados Unidos totalizaram $4,4 bilhões, com pelo menos $1,25 bilhões incorridos na Luisiana, $1,1 bilhões na Geórgia, $840 milhões no Alabama, $635 milhões em Mississippi, $550 milhões nas Carolinas e $25 milhões na Virgínia.

### Furacão Eta
Em 29 de outubro, o NHC começou a monitorar uma perturbação interagindo com um par de ondas tropicais enquanto se deslocava sobre as Pequenas Antilhas e adentrava o Mar do Caribe oriental. Em 30 de outubro, a perturbação moveu-se para o oeste-noroeste e gradualmente se organizou melhor. Até às 18:00 UTC de 31 de outubro, a convecção profunda do sistema consolidou-se, e uma circulação de baixo nível tornou-se suficientemente bem definida, marcando a formação da depressão tropical Vinte e Nove, localizada cerca de 170 km ao sul de Pedernales, República Dominicana. A depressão se fortaleceu para a tempestade tropical Eta até as 00:00 UTC de 1º de novembro e se intensificou rapidamente, tornando-se um furacão até as 06:00 UTC de 2 de novembro, enquanto estava a cerca de 500 km ao sul de Grand Cayman. Eta se fortaleceu extremamente rapidamente ao longo desse dia e, até as 18:00 UTC, tinha se intensificado para um furacão de Categoria 4. Atingiu sua intensidade máxima com ventos sustentados máximos de 240 km/h e pressão mínima de 922 mbar às 06:00 UTC de 3 de novembro. Ainda nesse dia, às 21:00 UTC, tocou terra ao sul-sudoeste de Puerto Cabezas, Nicarágua, com ventos de 225 km/h. Eta enfraqueceu rapidamente sobre a terra, movendo-se para o oeste, diminuindo para uma tempestade tropical até as 12:00 UTC de 4 de novembro, e para uma depressão tropical no início do dia seguinte, enquanto se movia para o norte sobre o centro de Honduras. Lá, sua circulação superficial parecia dissipar, mas um centro de circulação associado de baixa a média troposfera permaneceu presente.
A perturbação emergiu sobre o Golfo de Honduras pouco antes das 00:00 UTC de 6 de novembro, onde recuperou uma circulação superficial, desenvolvendo-se novamente em uma depressão tropical a leste de Belize cerca de seis horas depois. Reganhou o status de tempestade tropical por volta das 06:00 UTC de 7 de novembro, acelerando para leste-nordeste através do Mar do Caribe. Eta fez sua próxima passagem por terra ao longo da costa sul da Província de Sancti Spíritus, em Cuba, por volta das 09:00 UTC de 8 de novembro, com ventos de 105 km/h. Em seguida, após atravessar Cuba e o Estreito da Flórida, Eta fez sua terceira passagem por terra, atingindo Lower Matecumbe Key nas Florida Keys às 04:00 UTC de 9 de novembro, com ventos de 105 km/h. Em seguida, após entrar no Golfo do México, Eta se fortaleceu brevemente para um furacão a sudoeste da Flórida em 11 de novembro, antes de enfraquecer novamente para a força de tempestade tropical. Em seguida, virou para nordeste e fez sua última passagem por terra perto de Cedar Key, na Flórida, às 09:00 UTC de 12 de novembro, com ventos de 80 km/h. O furacão enfraqueceu sobre a terra, emergindo sobre o Oceano Atlântico próximo à linha estadual da Flórida–Geórgia mais tarde naquele dia. Eta se reintensificou ligeiramente em 13 de novembro, movendo-se para nordeste ao largo da costa das Carolinas, antes de se transformar em ciclone extratropical ainda naquele dia.
Alertas de furacão e tempestade tropical foram emitidos ao longo da costa caribenha de Honduras e do nordeste da Nicarágua à medida que Eta se aproximava. Os ventos fortes e chuvas gerados por Eta causaram inundações e deslizamentos de terra, resultando em perdas de safras, além da destruição de estradas, pontes, linhas de energia e casas em toda a América Central. A tempestade danificou ou destruiu pelo menos 6.900 residências, 45 escolas, 16 instalações de saúde e cerca de 900 km de pontes e estradas em toda a Nicarágua. Eta também danificou centenas de moradias em ambos Guatemala e Honduras. Pontes e estradas destruídas isolaram mais de 40 comunidades em Honduras. Na Guatemala, as inundações também arruinaram mais de 119.000 hectares de colheitas. O México também sofreu impactos significativos, com milhares de residências danificadas em Chiapas e Tabasco. No total, mais de 210 mortes na América Central foram atribuídas à tempestade, incluindo 74 em Honduras, 60 na Guatemala, 27 no México, 19 no Panamá, duas em cada Nicarágua e Costa Rica, e uma em El Salvador. Os danos na América Central atingiram aproximadamente US$ 6,8 bilhões. Os esforços de socorro foram gravemente prejudicados quando, apenas duas semanas depois, o Furacão Iota atingiu a terra aproximadamente 24 km ao sul do local onde Eta tocou terra. Alertas de tempestade tropical foram emitidos em 5 de novembro nas Ilhas Caimão, seguidos por mais alertas em Cuba, no noroeste das Bahamas e no sul da Flórida. Eta trouxe chuvas intensas e ventos fortes para as Ilhas Caimão e Cuba, sendo que este último já lidava com rios transbordados que levaram à evacuação de 25 mil pessoas. Chuvas intensas e ventos de tempestade tropical foram registados em grande parte da Flórida como resultado das duas passagens de Eta no estado, causando inundações generalizadas, especialmente nos condados de Broward e Miami-Dade. Ruas permaneceram inundadas em ambos os condados por vários dias, enquanto as águas inundaram casas em partes do condado de Broward. Mais de 290 mil clientes perderam eletricidade na área metropolitana de Miami. Eta também causou inundações costeiras e de água doce na área de Tampa Bay, enquanto mais de 40 mil clientes na região ficaram sem energia. A tempestade então interagiu com uma frente fria, causando inundações repentinas na Geórgia e nas Carolinas. Eta causou cerca de US$ 1,5 bilhões em danos nos Estados Unidos e pelo menos dez mortes, com nove na Carolina do Norte e uma na Flórida.

### Tempestade tropical Theta
Em 6 de novembro, o NHC começou a monitorar uma área de perturbação não tropical no Atlântico central para possível desenvolvimento gradual subtropical. Uma baixa não tropical se formou cerca de 2.100 km a oeste-sudoeste dos Açores em 8 de novembro. O sistema se organizou melhor ao se desprender de uma frente durante o dia seguinte. Às 00:00 UTC de 10 de novembro, desenvolveu-se na tempestade subtropical Theta. Até às 18:00 UTC daquele dia, a tempestade havia feito a transição para uma tempestade tropical; ela simultaneamente atingiu a sua intensidade máxima, com ventos máximos de 110 km/h e pressão mínima de 987 mbar. Na manhã seguinte, os efeitos do forte cisalhamento vertical do sudoeste enfraqueceram Theta um pouco, embora logo começasse a recuperar alguma força, e até as 00:00 UTC de 12 de novembro, reintensificou-se para sua intensidade máxima anterior. O enfraquecimento constante ocorreu em 13–14 de novembro, à medida que a tempestade experimentava forte cisalhamento vertical do norte. Até às 06:00 UTC de 15 de novembro, Theta tinha-se enfraquecido para uma depressão tropical a cerca de 195 km a sudoeste da Ilha da Madeira, e degenerou-se para uma baixa remanescente seis horas depois.

### Furacão Iota
Em 30 de outubro uma onda tropical emergiu no Atlântico a partir da costa oeste da África em uma latitude baixa. A onda moveu-se para o oeste e permaneceu desorganizada por vários dias. A convecção profunda aumentou significativamente em 12 de novembro, enquanto o sistema estava localizado sobre o Caribe central, tornando-se uma área de baixa pressão ampla naquele dia. Por volta das 12:00 UTC de 13 de novembro, a depressão tropical Trinta e Um formou-se a cerca de 300 km a noroeste de Aruba. Seis horas depois, o sistema fortaleceu-se para a tempestade tropical Iota. As condições ambientais na época — baixo cisalhamento vertical do vento, temperaturas extremamente quentes da superfície do mar e uma atmosfera húmida — eram favoráveis para uma intensificação rápida ou mesmo explosiva da tempestade em um furacão de grande porte. Iota atingiu a força de furacão até às 06:00 UTC de 15 de novembro, enquanto estava a cerca de 475 km a leste da Ilha de Providência, Colômbia, e 24 horas depois atingiu a categoria 4. Por volta das 12:00 UTC de 16 de novembro, o furacão atingiu a sua intensidade máxima com ventos máximos sustentados de 250 km/h e uma pressão mínima de 917 mbar, enquanto estava a apenas 37 km a noroeste da Ilha de Providência. Dados de aeronaves de reconhecimento da Reserva da Força Aérea indicaram que Iota se fortaleceu 170 km/h e que sua pressão central havia caído 80 mbar nas 42 horas que antecederam esse aumento. Depois, o furacão enfraqueceu um pouco ao passar sobre a esteira relativamente fria criada quase duas semanas antes pelo furacão Eta. Às 03:40 UTC de 17 de novembro, Iota atingiu terra perto de Haulover, Nicarágua, no município de Pearl Lagoon, com ventos sustentados de 235 km/h. Sua localização de impacto foi aproximadamente 25 km ao sul de onde Eta atingiu a terra em 3 de novembro. Depois de se mover para o interior, Iota enfraqueceu rapidamente sobre o terreno montanhoso da Nicarágua, tornando-se uma tempestade tropical até as 18:00 UTC daquele dia, enquanto estava sobre o oeste da Nicarágua. Em seguida, após passar pelo sul de Honduras e pelo leste-central de El Salvador, enfraqueceu-se para uma depressão tropical até as 12:00 UTC de 18 de novembro. Iota dissipou-se sobre o oeste de El Salvador algumas horas depois.
Na Venezuela, inundações devido a fortes chuvas danificaram 288 casas no estado de Falcón, a maioria localizada na Península de Paraguaná. O governo da Colômbia emitiu um alerta de furacão para Providencia e um aviso de furacão para a ilha de San Andrés em 14 de novembro. O furacão Iota causou danos extremos no arquipélago de San Andrés, Providencia e Santa Catalina. O furacão destruiu aproximadamente 98 por cento da infraestrutura na Ilha de Providencia - incluindo edifícios construídos tão cedo quanto o século XV - enquanto todas as casas foram danificadas em algum grau. Partes do continente também sofreram danos significativos, especialmente na Península de Guajira. As águas de inundação impactaram aproximadamente 70 por cento da cidade de Cartagena. Um total de 1.043 residências foram danificadas apenas no Departamento de Atlántico. Dez mortes diretas ocorreram na Colômbia. Alertas de furacão foram emitidos para partes da costa caribenha da Nicarágua e de Honduras em 14 de novembro. Na Nicarágua, os danos causados pelo vento foram limitados em certa medida devido à passagem recente do furacão Eta. No entanto, o ciclone derrubou muitos postes elétricos e destelhou muitas casas e um hospital improvisado na área de Bilwi. As fortes chuvas, combinadas com o solo já saturado devido ao Eta, causaram inundações generalizadas e deslizamentos de terra. O Iota causou pelo menos 56 mortes na Nicarágua, sendo 39 diretamente e 17 indiretamente. A precipitação intensa resultou em inundações e deslizamentos de terra em Honduras, especialmente perto ou ao norte da trajetória do Iota, destruindo completamente inúmeras casas. Pelo menos 13 pessoas em Honduras foram mortas devido aos efeitos diretos do Iota. O México também relatou impactos extensos da tempestade, especialmente em Chiapas, Tabasco e Veracruz. As águas de inundação e os deslizamentos de terra danificaram quase 59 mil residências e deixaram 135 comunidades isoladas. No geral, o Iota causou direta ou indiretamente pelo menos 84 mortes, e as estimativas totais de danos para o furacão chegaram a US$ 1,4 bilhões, dos quais cerca de US$ 1,25 bilhões foram incorridos em Honduras e Nicarágua.

## Nomes das tempestades
A seguinte lista de nomes foi usada para tempestades nomeadas que se formaram no Atlântico Norte em 2020. Como mais de 21 tempestades nomeadas ocorreram, as tempestades que se formaram após Wilfred receberam nomes da lista auxiliar, que correspondia às letras do alfabeto grego. A utilização deste protocolo de nomenclatura só tinha acontecido uma vez antes, em 2005. A lista de nomes de tempestades para a temporada de 2020 era a mesma lista usada na temporada de 2014, uma vez que nenhum nome foi retirado daquele ano. Os nomes Isaias, Paulette, Rene, Sally, Teddy, Vicky e Wilfred da lista regular foram utilizados pela primeira vez este ano, assim como os nomes das listas auxiliares Eta, Theta e Iota. Isaias e Paulette substituíram Ike e Paloma, respectivamente, após 2008, mas ambos os nomes não foram utilizados em 2014.
| - Arthur - Bertha - Cristobal - Dolly - Edouard - Fay - Gonzalo | - Hanna - Isaias - Josephine - Kyle - Laura - Marco - Nana | - Omar - Paulette - Rene - Sally - Teddy - Vicky - Wilfred |
| Lista auxiliar                                                  |                                                            |                                                            |
| - Alpha - Beta - Gamma                                          | - Delta - Epsilon - Zeta                                   | - Eta - Theta - Iota                                       |

### Nome retirado
Na primavera de 2021, em 17 de março de 2021, durante as 42ª e 43ª sessões conjuntas do Comitê de furacões RA IV, a Organização Meteorológica Mundial (OMM) retirou o nome Laura do uso futuro de um furacão no Atlântico. O nome Leah irá substituí-lo quando a lista for usada novamente durante a temporada de 2026. As letras Eta e Iota também foram retiradas. A OMM não retirou os nomes de vários furacões de 2020 que causaram grandes danos, especificamente: Isaias, Sally, Delta e Zeta. Isso fez de Sally, o mais destrutivo dos quatro, o nome de furacão não aposentado do Atlântico Norte mais caro já registado, com um dano total de cerca de US $7,3 bilhões (2020 USD).

#### Fim da utilização do alfabeto grego
Após a temporada de 2005, a OMM decidiu continuar usando os nomes das letras gregas como uma lista auxiliar a cada ano. Também determinou que a aposentadoria de um nome da lista grega (removê-lo do uso) não era viável. Em vez disso, a OMM estabeleceu uma política em que uma tempestade com um nome de letra grega considerado digno de aposentadoria seria incluída na lista de nomes aposentados junto com o ano de ocorrência, mas a letra grega continuaria disponível para uso nos anos seguintes. Em 2020, várias tempestades altamente devastadoras com nomes de letras gregas, especialmente Eta e Iota (que, sob a política anterior, teriam sido aposentadas como "Eta (2020)" e "Iota (2020)" respectivamente), levantaram preocupações de meteorologistas, incluindo o ex-chefe da Unidade de Especialistas em Furacões, James Franklin, de que a política atual derrotaria o propósito da aposentadoria de nomes. Em 17 de março de 2021, a OMM anunciou que o uso da lista grega seria interrompida para evitar confusões. Em vez disso, se a lista de nomes regular for esgotada, uma lista auxiliar com 21 nomes dados será usada, permitindo depois que os nomes sejam aposentados.

## Efeitos sazonais
Esta é uma tabela de todos os sistemas que se formaram na temporada de furacões de 2020. Inclui a sua duração, nomes, áreas afetada(s), indicados entre parêntese, danos e mortes totais. As mortes entre parênteses são adicionais e indiretas, mas ainda estavam relacionadas com essa tempestade. Os danos e as mortes incluem totais enquanto a tempestade era extratropical, uma onda ou um baixa, e todos os valores do prejuízo estão em USD de 2020.
| Escala de Furacões de Saffir-Simpson |    |    |   |   |   |   |   |
| DT                                   | TS | TT | 1 | 2 | 3 | 4 | 5 |

| Arthur                | 16–19 de maio                | Tempestade tropical    | 95 (60)   | 990  | Sudoeste dos Estados Unidos, Bahamas, Bermudas                                                                                  | $112.000          | Nenhum     | [ 76 ]         |
| Bertha                | 27–28 de maio                | Tempestade tropical    | 85 (50)   | 1005 | Sudoeste dos Estados Unidos, Bahamas                                                                                            | > $130.000        | Nenhum     | [ 77 ]         |
| Cristobal             | 1–9 de junho                 | Tempestade tropical    | 95 (60)   | 988  | América Central, México, Estados Unidos Central, Grandes Lagos da América do Norte, Ontário Setentrional                        | ≥ $665 milhões    | 6          |                |
| Dolly                 | 22–24 de junho               | Tempestade tropical    | 75 (45)   | 1000 | Nenhum | Nenhum            | Nenhum     |                |
| Edouard               | 4–6 de junho                 | Tempestade tropical    | 75 (45)   | 1005 | Bermudas, sul da Irlanda, sul do Reino Unido                                                                                    | Menor             | Nenhum     |                |
| Fay                   | 9–11 de julho                | Tempestade tropical    | 95 (60)   | 998  | Costa Leste dos Estados Unidos, Sudoeste do Canadá                                                                              | ≥ $350 milhões    | 2 (4)      |                |
| Gonzalo               | 21–25 de julho               | Tempestade tropical    | 100 (65)  | 997  | Ilhas de Barlavento, Trinidade e Tobago, Venezuela                                                                              | Menor             | Nenhum     |                |
| Hanna                 | 23–26 de julho               | Furacão categoria 1    | 150 (90)  | 973  | Grandes Antilhas, Costa do Golfo dos Estados Unidos, México                                                                     | $1,2 bilhões      | 4 (5)      | [ 52 ]         |
| Isaias                | 30 de julho–4 de agosto      | Furacão categoria 1    | 150 (90)  | 986  | Pequenas Antilhas, Grandes Antilhas, Ilhas Turcas e Caicos, Bahamas, Costa Leste dos Estados Unidos, Leste do Canadá            | $4,8 bilhões      | 12 (5)     | [ 53 ]         |
| Dez                   | 31 de julho–1 de agosto      | Depressão tropical     | 55 (35)   | 1008 | Ilhas de Cabo Verde | Nenhum            | Nenhum     |                |
| Josephine             | 11–16 de agosto              | Tempestade tropical    | 75 (45)   | 1004 | Nenhum | Nenhum            | Nenhum     |                |
| Kyle                  | 14–15 de agosto              | Tempestade tropical    | 85 (50)   | 1000 | As Carolinas | Nenhum            | Nenhum     |                |
| Laura                 | 20–29 de agosto              | Furacão categoria 4    | 240 (150) | 937  | Pequenas Antilhas, Grandes Antilhas, As Bahamas Sudoeste dos Estados Unidos, Leste dos Estados Unidos                           | $19,1 bilhões     | 47 (34)    |                |
| Marco                 | 21–25 de agosto              | Furacão categoria 1    | 120 (75)  | 991  | Pequenas Antilhas, Venezuela, América Central, Grandes Antilhas, Península de Iucatão, Costa do Golfo dos Estados Unidos        | ≥ $35 milhões     | Nenhum     |                |
| Omar                  | 31 de agosto–5 de setembro   | Tempestade tropical    | 65 (40)   | 1003 | Sudoeste dos Estados Unidos, Bermudas                                                                                           | Nenhum            | Nenhum     |                |
| Nana                  | 1–3 de setembro              | Furacão categoria 1    | 120 (75)  | 994  | Pequenas Antilhas, Jamaica, Ilhas Caimão, América Central, Sudeste do México                                                    | ≥ $20 milhões     | Nenhum     | [ 137 ]        |
| Paulette              | 7–22 de setembro             | Furacão categoria 2    | 165 (105) | 965  | Ilhas de Cabo Verde, Bermudas, Costa Leste dos Estados Unidos, Açores, Madeira                                                  | > $50 milhões     | 2          |                |
| Rene                  | 7–14 de setembro             | Tempestade tropical    | 75 (45)   | 1001 | Senegal, Gambia, Ilhas de Cabo Verde                                                                                            | Menor             | Nenhum     |                |
| Sally                 | 11–17 de setembro            | Furacão categoria 2    | 175 (110) | 965  | Bahamas, Cuba, Sudoeste dos Estados Unidos                                                                                      | $7,3 bilhões      | 4 (5)      | [ 64 ]         |
| Teddy                 | 12–23 de setembro            | Furacão categoria 4    | 220 (140) | 945  | Pequenas Antilhas, Grandes Antilhas, Bermudas, Costa Leste dos Estados Unidos, Províncias atlânticas do Canadá                  | > $35 milhões     | 3          |                |
| Vicky                 | 14–17 de setembro            | Tempestade tropical    | 85 (50)   | 1001 | Ilhas de Cabo Verde | Menor             | (1)        |                |
| Alpha                 | 17–19 de setembro            | Tempestade subtropical | 85 (50)   | 996  | Península Ibérica | > $24,2 milhões   | (1)        |                |
| Beta                  | 17–22 de setembro            | Tempestade tropical    | 100 (65)  | 993  | Mexico, Costa do Golfo dos Estados Unidos                                                                                       | $225 milhões      | 1          | [ 67 ]         |
| Wilfred               | 17–21 de setembro            | Tempestade tropical    | 65 (40)   | 1006 | Nenhum | Nenhum            | Nenhum     |                |
| Gamma                 | 2–6 de outubro               | Furacão categoria 1    | 120 (75)  | 978  | Ilhas Caimão, América Central, Península de Iucatão                                                                             | > $100 milhões    | 6          |                |
| Delta                 | 4–10 de outubro              | Furacão categoria 4    | 220 (140) | 953  | Jamaica, Ilhas Caimão, América Central, Península de Iucatão, Costa do Golfo dos Estados Unidos                                 | $3,09 bilhões     | 2 (4)      | [ 70 ] [ 178 ] |
| Epsilon               | 19–26 de outubro             | Furacão categoria 3    | 185 (115) | 952  | Bermudas | Menor             | 1          | [ 71 ]         |
| Zeta                  | 24–29 de outubro             | Furacão categoria 3    | 185 (115) | 970  | Ilhas Cayman, Jamaica, Central America, Península de Iucatão, Costa do Golfo dos Estados Unidos, Costa Leste dos Estados Unidos | ~$4,42 bilhões    | 7 (2)      | [ 43 ]         |
| Eta                   | 31 de outubro–13 de dezembro | Furacão categoria 4    | 240 (150) | 922  | Ilha de San Andrés Jamaica, América Central, México, Ilhas Cayman, Cuba, As Bahamas, Sudoeste dos Estados Unidos                | $8,3 bilhões      | ≥ 172 (3)  |                |
| Theta                 | 10–15 de novembro            | Tempestade tropical    | 110 (70)  | 987  | Ilhas Canárias, Madeira | Nenhum            | Nenhum     |                |
| Iota                  | 13–18 de novembro            | Furacão categoria 4    | 250 (155) | 917  | Ilhas ABC, Venezuela, Colômbia, San Andrés e Providencia, América Central, México                                               | $1,4 bilhões      | ≥67 (17)   | [ 4 ]          |
| Agregado da temporada |                              |                        |           |      | |                   |            |                |
| 31 sistemas           | 16 maio–18 de dezembro       |                        | 250 (155) | 917  | | > $51,114 bilhões | ≥ 336 (81) |                |